# Lista de personagens de Star Wars

Star Wars

Esta lista incompleta de personagens da franquia Star Wars contém apenas aqueles que são considerados parte do cânone oficial de Star Wars, a partir das alterações feitas pela Lucasfilm em abril de 2014. Após sua aquisição pela The Walt Disney Company em 2012, a Lucasfilm rebatizou a maioria dos romances, quadrinhos, jogos eletrônicos e outros trabalhos produzidos desde o filme Star Wars, de 1977, como Star Wars Legends e os declarou não-cânone para o restante da franquia. Dessa forma, a lista contém apenas informações dos filmes da Saga Skywalker, da série de TV animada de 2008 Star Wars: The Clone Wars e de outros filmes, programas ou videogames publicados ou produzidos após abril de 2014.
A lista inclui humanos e várias espécies alienígenas. Nenhum personagem droide está incluído; para esses, consulte a lista de personagens droides de Star Wars. Alguns dos personagens apresentados nesta lista têm enredos adicionais ou alternativos na continuidade não-canônica de Legends. Para ver esses personagens ou personagens que não existem no cânone atual de Star Wars, consulte a lista de personagens de Star Wars Legends e a lista de personagens de Star Wars: Knights of the Old Republic.

## A

### Stass Allie
Stass Allie é uma Mestre Jedi de Tholothian e prima de Adi Gallia. Allie é uma das muitas vítimas da Ordem 66. Ela foi inicialmente planejada para morrer com Kit Fisto.
A personagem foi interpretada por Lily Nyamwasa no Episódio III.

### Almec
Almec é um político mandaloriano que atua como primeiro-ministro de Mandalore durante as Guerras Clônicas. Apoiador proeminente de Satine Kryze e de seu governo da Nova Mandaloriana, ele é preso por seu envolvimento em uma rede de contrabando ilegal, mas depois é libertado e reintegrado como líder fantoche após Darth Maul assumir o controle da capital da Nova Mandaloriana, Sundari. Quando Maul é capturado por Darth Sidious, Almec envia os supercomandantes mandalorianos Gar Saxon e Rook Kast para resgatá-lo. Durante o cerco de Mandalore, ele é capturado pela força de Bo-Katan Kryze e é morto por Saxon quando tenta transmitir informações para Ahsoka, Rex e Bo-Katan.
O personagem foi dublado por Julian Holloway em The Clone Wars.

### Mas Amedda
Mas Amedda é o vice-presidente chagriano do Senado Galáctico. Ele é grão-vizir e chefe do Conselho Governante Imperial, instalado por Gallius Rax como líder fantoche do Império após a morte de Palpatine. Amedda também é uma das poucas pessoas a saber sobre a personalidade secreta de Palpatine como Darth Sidious. Amedda entrega formalmente o Império à Nova República.
O personagem foi interpretado por Jerome Blake e David Bowers nos Episódios I a III, e dublado por Stephen Stanton em The Clone Wars e The Bad Batch. Sua história também foi expandida em Aftermath: Life Debt e Aftermath: Empire's End.

### Padmé Amidala
Padmé Amidala é a Rainha de Naboo no Episódio I – A Ameaça Fantasma e, mais tarde, torna-se Senadora de Naboo em algum momento entre os Episódios I e II, continuando a servir em Ataque dos Clones, durante as Guerras Clônicas e em A Vingança dos Sith. Mais tarde, ela desenvolve um relacionamento com o Jedi Padawan Anakin Skywalker e se casa secretamente com ele em Naboo. Perto do fim da guerra, ela conta a Anakin que está grávida, mas Anakin começa a ter pesadelos sobre sua morte no parto. Ele vira as costas para os Jedi e se junta a Darth Sidious para tentar salvá-la, tornando-se Darth Vader. Mais tarde, ela viaja para o sistema vulcânico de Mustafar para tentar trazê-lo de volta para a luz, mas ele não dá ouvidos e, depois que Vader vê Obi-Wan Kenobi, ele a enforca e ela cai inconsciente. Depois que Obi-Wan derrota Vader e a leva para a instalação médica em Polis Massa, ela dá à luz Luke e Leia, mas logo depois morre de coração partido.

### Maarva Andor
Maarva Andor é uma mulher humana que viveu durante as últimas décadas da República Galáctica e na era do Império Galáctico. Ao lado de seu marido, Clem, Maarva se tornou a mãe adotiva de Cassian Andor, que eles resgataram enquanto faziam contrabando no planeta Kenari.
A personagem foi retratada por Fiona Shaw em Andor.

### Raymus Antilles
Raymus Antilles é o capitão da corveta CR90 Tantive IV, onde é estrangulado até a morte por Darth Vader7 Antilles também foi o último mestre de C-3PO e R2-D2 antes de eles ficarem sob a posse de Luke Skywalker. Nos últimos dias da República, Antilles serviu como capitão da corveta CR70 Tantive III.
O personagem foi interpretado por Peter Geddis no Episódio IV – Uma Nova Esperança, por Rohan Nichol no Episódio III – A Vingança dos Sith e por Tim Beckmann em Rogue One.

### Ryder Azadi
Ryder Azadi é o ex-governador de Lothal e amigo da família de Ephraim e Mira Bridger. Ele os ajudou secretamente em sua campanha contra o Império Galáctico, o que levou à sua prisão. Ryder escapou da prisão, mas seus amigos não. Mais tarde, ele conheceu Ezra e Kanan em Lothal. Depois de ajudar em uma missão que também envolvia a Princesa Leia, Ryder decidiu formar uma nova célula rebelde em Lothal. Mais tarde, ele fingiu trair os rebeldes para atrair o Governador Pryce para uma armadilha. Durante a parte final da batalha, Ryder tenta fazer com que Pryce venha calmamente quando a base imperial começa a decolar e explodir, sem sucesso, mas Pryce escolhe morrer, permanecendo leal ao Império até o fim. Após a libertação de Lothal, Ryder ajudou na reconstrução da cidade e assumiu o cargo de governador.
O personagem foi dublado por Clancy Brown em Rebels, e Brown reprisou seu papel em Ahsoka.

### Azmorigan
Azmorigan é um senhor do crime jabloniano e parceiro de negócios de Vizago. Ele foi inicialmente enganado por Lando Calrissian para que desse ao empresário um porco baiacu usado em mineração e o trocasse por Hera, que então foi mais esperta que Azmorigan e escapou de sua nave, a Merchant One, para Calrissian e a tripulação da Fantasma. Azmorigan os encurralou na propriedade de mineração de Vizago, com a intenção de recuperar o porco-espinho e Hera junto com a Fantasma e sua tripulação, mas foi derrotado lá e forçado a fugir. Em The Wynkahthu Job, depois de formar uma aliança com Hondo, os dois atacaram uma nave de carga imperial, mas ela ficou presa nas tempestades de um planeta próximo, forçando-os a pedir ajuda à tripulação da Fantasma. A operação de resgate rende aos rebeldes várias bombas de prótons e um encontro com Droides Sentinelas Imperiais, enquanto Hondo só consegue recuperar, sem querer, um de seus Ugnaughts.

## B

### Ponda Baba
Ponda Baba é um mercenário aqualês que ataca Luke Skywalker na cantina de Mos Eisley e depois tem seu braço cortado pelo sabre de luz de Obi-Wan Kenobi. Ele é um associado do Dr. Cornelius Evazan, que também se opõe a Luke Skywalker na cantina. Quando a figura de ação original da Kenner para Baba foi lançada, o alienígena então sem nome era chamado simplesmente de "Walrus Man".
No Episódio IV – Uma Nova Esperança, o personagem foi interpretado por Tommy Ilsley. Em Rogue One, ele é visto com o Dr. Evazan nas ruas de Jedha.

### Darth Bane
Darth Bane foi um antigo Lorde Sith responsável pela criação da Regra de Dois: um mestre e um aprendiz. Nos Episódios Perdidos da 6ª temporada de Clone Wars, o Grande Mestre Yoda viaja para o antigo sistema Sith conhecido como Moraband e encontra uma ilusão de Darth Bane.

### Val Beckett
Val Beckett é a esposa e parceira no crime de Tobias Beckett. Ela é morta durante um roubo fracassado de Coaxium para a Crimson Dawn.
A personagem foi interpretada por Thandiwe Newton em Han Solo: Uma História Star Wars.

### O Bendu
Bendu é um antigo portador da Força, cuja filosofia é anterior à Ordem Jedi; encontrado pelos rebeldes no planeta Atollon, onde ele se descreve como sendo "o meio" entre o ashla, o lado claro da Força, e o bogan, o lado escuro da Força.
O personagem foi dublado por Tom Baker em Rebels.

### Kelleran Beq
Kelleran Beq é um Mestre Jedi que resgatou Grogu da Ordem 66 com a ajuda das Forças de Segurança Reais de Naboo.
O personagem foi interpretado por Ahmed Best em The Mandalorian, reprisando seu papel no game show infantil Star Wars: Jedi Temple Challenge, de 2020, baseado na web.

### Sio Bibble
Sio Bibble é o governador de Naboo.
O personagem foi interpretado por Oliver Ford Davies nos Episódios I a III.

### Depa Billaba
Depa Billaba é uma Mestra Jedi do Alto Conselho Jedi que entra em coma por seis meses após um encontro com o General Grievous em Haruun Kal. Enquanto se recupera, ela forma um vínculo com o Padawan Caleb Dume (que mais tarde se tornará conhecido como Kanan Jarrus), que ela assume como seu aprendiz. Ela se sacrifica durante a Ordem 66 para salvar seu Padawan.
A personagem foi interpretada por Dipika O'Neill Joti nos Episódios I e II, e dublada por Archie Panjabi em The Bad Batch.

### Jar Jar Binks
Jar Jar Binks é um Gungan do sistema Naboo. No início, Jar Jar foi banido da cidade de Gungan por ser desajeitado, mas depois de conhecer o Mestre Jedi Qui-Gon Ginn e seu aprendiz Obi-Wan Kenobi, ele os levou para a cidade de Gungan. Assim que pisou na cidade, ele foi levado sob custódia pelo General Tarpals e escoltado junto com os Jedi até o Chefe Nass, líder dos Gungans na época. Quando os Jedi convenceram Chefe Nass a deixar Jar Jar ir com eles, ele os ajudou a resgatar a rainha. Mais tarde, em Tatooine, ele quase se meteu em problemas com Sebulba, um perigoso podracer de Dug, mas foi salvo pelo jovem Anakin Skywalker. Muitos anos depois, Jar Jar se tornou o Representante de Naboo, mas é responsável por dar poderes emergenciais ao Chanceler Palpatine durante as Guerras Clônicas, o que acabou facilitando a ascensão do Império.

### Zorii Bliss
Zorri Bliss é líder de um grupo de contrabandistas de especiarias do planeta Kijimi e um antigo interesse amoroso do piloto da Resistência Poe Dameron. Mais tarde, ela esteve entre os muitos que ajudaram a Resistência na batalha aérea contra as forças Sith Eternas em Exegol.
A personagem foi retratada por Keri Russell no Episódio IX.

### Lux Bonteri
Lux Bonteri é filho da senadora separatista Mina Bonteri e combatente da liberdade durante as Guerras Clônicas; interesse amoroso de Ahsoka Tano. Após o assassinato de sua mãe, ele se torna o representante de seu planeta natal, Onderon, no Senado Galáctico.
O personagem foi dublado por Jason Spisak em The Clone Wars.

### Bossk
Bossk é um notório caçador de recompensas Trandoshano que é um dos seis convocados por Darth Vader para rastrear a Millennium Falcon. Ele também é visto no Palácio de Jabba. Bossk é filho do caçador de recompensas Cradossk e é conhecido por seu ódio e caça aos Wookiees, com uma vingança particular contra o Wookiee Chewbacca. Durante as Guerras Clônicas, ele foi o mentor e serviu como guarda-costas de um jovem Boba Fett, acabando por se juntar ao seu sindicato de caçadores de recompensas.
O personagem foi interpretado por Alan Harris nos Episódios V-VI, e aparece na série animada The Clone Wars.
No quarto rascunho de O Império Contra-Ataca, Bossk foi escrito como um monstro viscoso, com tentáculos e dois enormes olhos injetados de sangue em um rosto macio e folgado. A arte conceitual de Bossk foi desenhada pelo artista Ralph McQuarrie no final de 1978 ou no início de 1979.
A cabeça, os pés e os braços do personagem foram reciclados da cena da cantina de Mos Eisley em Uma Nova Esperança e esculpidos pelo maquiador Stuart Freeborn. O traje usado para o personagem era um Traje de pressão Windak de alta altitude usado pela Força Aérea Real na década de 1960 e foi reciclado da série The Tenth Planet, de 1966, do Doctor Who.  Uma insígnia foi aplicada no ombro do traje para dar a impressão de que Bossk fazia parte de uma "unidade organizada". Sua arma foi feita de uma pistola Webley-Schermuly Riot com vários acessórios.
Bossk é mencionado em Han Solo: Uma História Star Wars, quando Val reclama com seu marido Tobias Beckett sobre a contratação de Han Solo e Chewbacca em vez de mercenários experientes como Bossk. Em versões anteriores, Bossk foi incluído como um membro dos Cloud Riders do Enfys Nest que a abandona no final do filme. O roteirista Jonathan Kasdan "lutou muito" para incluir isso em Solo, mas foi rejeitado.

### Ezra Bridger
Ezra Bridger é um Cavaleiro Jedi humano do sexo masculino do planeta Lothal. Ele nasceu no dia do Império (quando a República se tornou o Império). Quando era jovem, seus pais se manifestaram contra o Império e, como resultado, foram tirados dele e executados pelo Império. Agora sozinho, Ezra se tornou um ladrão local, sobrevivendo por conta própria. Até que um dia tudo mudou. Seu dia começou igual, mas ele conheceu o lutador rebelde Kanan Jarrus, que estava fugindo de alguns oficiais imperiais. Ezra o alcançou e acabou roubando o sabre de luz de Kanan. Mais tarde, Ezra juntou-se ao resto da equipe da Ghost e tornou-se aprendiz de Kanan. Depois de muitos testes e provas, Ezra se tornou um Jedi forte e fez uma pistola de sabre de luz depois de recuperar seu cristal kyber. No entanto, esse sabre de luz seria destruído por Darth Vader. Mais alguns anos se passaram e o poder de Ezra crescia a cada dia. Ele criou um novo sabre de luz verde, mas começou a se comportar de forma estranha devido aos efeitos de um Holocron Sith que recuperou e começou a procurar o antigo guerreiro Sith Darth Maul, mas, graças ao seu mestre, conseguiu permanecer no Lado da Luz. Mais tarde, Ezra perdeu Kanan quando ele se sacrificou por Ezra, Sabine e Hera em uma Fundição de Combustível e entrou em depressão profunda. Logo depois de saber que Kanan sempre estará com ele, Ezra liderou a Libertação de Lothal e libertou seu povo do Império, mas com um custo. Ele e o Grande Almirante Thrawn foram para as profundezas do espaço e desapareceram. Somente após a queda do Império e a ascensão da Nova República é que Ezra foi finalmente encontrado por Ahsoka Tano e Sabine Wren e conseguiu voltar para casa.

## C

### Bix Caleen
Bix Caleen é um mecânico e negociante do mercado negro que é aliado de Andor.
O personagem foi interpretado por Adria Arjona em Andor.

### Cid Scaleback
Cid Scaleback (primeiro nome completo Ciddarin) é uma ex-informante Jedi que fornece missões mercenárias ao Bad Batch após as Guerras Clônicas. Mais tarde, ela trai o Bad Batch depois que eles retornam de Eriadu, entregando Omega a Royce Hemlock.
A personagem foi dublada por Rhea Perlman em The Bad Batch.

### Rush Clovis
Rush Clovis é um Senador Separatista que representa o planeta Scipio no Senado Galáctico, bem como um antigo pretendente de Padmé Amidala, embora tenha ficado claro que ele nunca a conheceu de fato. Quando as Guerras Clônicas começaram, ele se tornou um delegado do Clã Bancário Intergaláctico. Durante a Batalha de Scipio, ele se sacrifica para salvar Padmé.
O personagem foi dublado por Robin Atkin Downes em The Clone Wars.

### Comandante CC-2224 "Cody"
CC-2224, ou "Cody", é um comandante clone do 212º Batalhão de Ataque, servindo sob o comando de Obi-Wan Kenobi durante as Guerras Clônicas. Após a Batalha de Utapau, ele trai e tenta matar Kenobi a contragosto quando a Ordem 66 é emitida.
O personagem foi interpretado por Temuera Morrison no Episódio III – A Vingança dos Sith e dublado por Dee Bradley Baker em The Clone Wars e The Bad Batch.

### Kaydel Ko Connix
Kaydel Ko Connix é uma controladora júnior da Resistência durante a trilogia sequel.
A personagem foi interpretada por Billie Lourd, filha de Carrie Fisher, nos Episódios VII-IX.

### Eno Cordova
Eno Cordova é um Mestre Jedi, suposto sobrevivente da Ordem 66, ex-mentor de Cere Junda e proprietário do BD-1. Ele descobriu um antigo cofre construído pelo Zeffo, sensível à Força, no planeta Bogano, onde escondeu um holocron Jedi contendo uma lista de crianças sensíveis à Força, na esperança de que um dia pudesse ajudar a reconstruir a Ordem Jedi.
O personagem foi dublado por Tony Amendola em Jedi: Fallen Order e Jedi: Survivor.

### CT-9904 "Crosshair"
CT-9904, ou "Crosshair", é um soldado clone deformado e membro da Clone Force 99. Ele é o atirador de elite da equipe, possuindo mutações genéticas que lhe dão uma visão excepcional. Ele é o único membro da Clone Force 99 cujo biochip é ativado quando a Ordem 66 é emitida, fazendo com que ele se volte contra seus companheiros de esquadrão depois que eles se rebelam contra o recém-formado Império Galáctico. Mais tarde, Crosshair é encarregado de uma unidade de soldados imperiais recrutados e recebe a tarefa de caçar o Bad Batch. Embora acabe descobrindo seu biochip e o remova, ele continua a servir ao Império de boa vontade, acreditando que tentar combatê-lo é inútil e guardando rancor do Bad Batch por tê-lo abandonado. Depois de ser forçado a trabalhar com o Bad Batch para sobreviver à destruição da cidade de Tipoca, Crosshair faz as pazes com seus antigos companheiros de esquadrão, mas ainda se recusa a se juntar a eles. Mais tarde, ele é capturado por Royce Hemlock e aprisionado na base do Dr. Hemlock no Monte Tantiss, escapando com Omega e um cão de caça lurca chamado Batcher. Ele se junta ao grupo em Pabu e, a pedido de Hunter, tem sua mão examinada pelo AZI-3. Ele está perdendo a precisão e tem um tremor na mão devido aos meses que passou no Monte Tantiss.
O personagem foi dublado por Dee Bradley Baker em The Clone Wars e The Bad Batch.

### Salacious B. Crumb
Salacious B. Crumb é um lagarto-macaco kowakiano da corte de Jabba the Hutt. O nome do personagem (e aspectos de sua aparência) é derivado da pronúncia errada e bêbada da palavra "shoelaces" (cadarços) pelo criador de criaturas Phil Tippett e uma homenagem ao cartunista de underground comix Robert Crumb.
O personagem foi interpretado por Tim Rose no Episódio VI, com sua voz fornecida por Mark Dodson. As travessuras de Rose controlando o fantoche de Crumb levaram a um aumento da proeminência do personagem.

## D

### Figrin D'an
Figrin D'an é o líder da banda Bith "Figrin D'an e os Modal Nodes", que atua na cantina de Mos Eisley.
O personagem foi interpretado por Rick Baker no Episódio IV.

### Biggs Darklighter
Biggs Darklighter é um piloto da Aliança Rebelde e amigo de infância de Luke Skywalker. Na Batalha de Yavin, Darklighter foi abatido e morto por Darth Vader.
O personagem foi interpretado por Garrick Hagon no Episódio IV.

### “Demolidor”
“Demolidor” é um clone trooper deformado e membro da Clone Force 99. É o músculo da equipe, com mutações genéticas que o tornam muito maior e mais forte do que os outros clone troopers. Após a Ordem 66, Demolidor e a maioria da equipe se rebelam contra o Império e se tornam mercenários. No entanto, o biochip de Demolidor é mais tarde ativado, fazendo com que ele se volte brevemente contra os seus companheiros de equipe, embora estes consigam removê-lo do seu cérebro e restaurar o seu livre arbítrio.
O personagem aparece nas séries animadas The Clone Wars e The Bad Batch.

### Dengar
Dengar é um caçador de recompensas Corelliano convocado por Darth Vader para caçar a Millennium Falcon, e é também brevemente visível mais tarde no Palácio de Jabba. Durante as Guerras Clônicas, Dengar faz parte de um sindicato de caçadores de recompensas traído por Asajj Ventress no planeta Quarzite.
A personagem foi interpretada por Morris Bush nos Episódios V-VI e por Simon Pegg em The Clone Wars.
Dengar tenta capturar Han Solo e Chewbacca na série de histórias em quadrinhos da Marvel de Star Wars de 2015, com o enredo "Showdown on the Smuggler's Moon", e também faz aparições na série de histórias em quadrinhos Star Wars: Darth Vader. Nos romances Star Wars: Aftermath, Dengar luta e faz amizade com o caçador de recompensas Mercurial Swift, antes de se juntar a Jas Emari para resgatar Norra Wexley durante a Batalha de Jakku, e recebe um perdão da Nova República.

### DJ
DJ, acrônimo de "Don't Join", é um cortador que ajuda e depois trai Finn e Rose Tico na sua missão a bordo do navio almirante da Primeira Ordem, o Mega-class Star Dreadnought Supremacy.
A personagem foi interpretada por Benicio del Toro no Episódio VIII.

### Tan Divo
Tan Divo é um inspetor da polícia de Coruscant durante as Guerras Clônicas, exibindo frequentemente uma atitude pomposa. Após o fim das Guerras Clônicas, Divo viveu em Alderaan e morreu quando a primeira Estrela da Morte fez explodir o planeta, num evento conhecido como "O Desastre".
A personagem foi interpretada por Tom Kenny em The Clone Wars.

### Lott Dod
Lott Dod é um senador Neimoidiano da Federação do Comércio, representando os interesses do conglomerado comercial no Senado Galáctico.
O personagem foi interpretado por Silas Carson no Episódio I (com a voz de Toby Longworth) e por Gideon Emery em The Clone Wars.

### Jan Dodonna
Jan Dodonna é um general e líder da base Rebelde em Yavin 4 que planeia o ataque à primeira Estrela da Morte.
O personagem foi interpretado por Alex McCrindle no Episódio IV, por Michael Bell em Rebels, e por Ian McElhinney em Rogue One. No Episódio IV, é também a primeira personagem a proferir a frase "Que a Força esteja com você".

### Cin Drallig
Cin Drallig é um Mestre Jedi que serve como mestre de batalha e chefe de segurança do Templo Jedi nos últimos dias das Guerras Clônicas. É morto por Darth Vader durante o cerco ao Templo Jedi.
A personagem foi interpretada por Nick Gillard no Episódio III e por Robin Atkin Downes em The Clone Wars.

### Rio Durant
Rio Durant é um piloto ardenniano e associado de longa data dos criminosos Tobias e Val Beckett. É morto durante um assalto falhado ao Coaxium para a Crimson Dawn.
O personagem foi interpretado por Jon Favreau em Solo.

### Tala Durith
Tala Durith é uma oficial imperial desiludida em Mapuzo que ajuda Ben Kenobi e a Princesa Leia através do Caminho.
A personagem foi interpretada por Indira Varma em Obi-Wan Kenobi.

## E

### CT-1409 "Echo"
CT-1409, ou "Echo", é um Soldado ARC e membro do Domino Squad e da 501ª Legião, que aparentemente foi morto na Batalha de Lola Sayu. Na realidade, porém, foi capturado e usado contra a sua vontade como peão pelos Separatistas para a sua campanha em Anaxes. Depois de ser resgatado pelo Capitão Rex e pelo Bad Batch, desempenha um papel fundamental na vitória da República na batalha de Anaxes, antes de se juntar à Clone Force 99 como o seu último membro. Após a Ordem 66, Echo e a maior parte da equipa rebelam-se contra o Império e tornam-se mercenários. Mais tarde, deixa a equipa para se juntar a Rex para "fazer mais" contra o Império.
A personagem foi interpretada por Dee Bradley Baker em The Clone Wars e The Bad Batch.

### Morgan Elsbeth
Morgan Elsbeth é uma antiga protegida do Grande Almirante Thrawn que lidera um pequeno remanescente Imperial no planeta Corvus e uma sobrevivente das Irmãs da Noite. É alvo de Ahsoka Tano, que acaba por a derrotar e liberta a cidade de Calodan com a ajuda de Din Djarin, antes de a interrogar sobre o paradeiro de Thrawn. Mais tarde, Elsbeth será libertada pelos seus aliados Baylan Skoll e Shin Hati. Ela contrata Marrok, um antigo Inquisidor para matar Ahsoka e libertar Thrawn do seu exílio. Apesar da morte de Marrok, Elsbeth, Skoll e Hati vão a Peridea e encontram Thrawn e as Grandes Mães. Durante a batalha em Peridea, Elsbeth é morta por Ahsoka.
A personagem foi interpretada por Diana Lee Inosanto em The Mandalorian, Ahsoka e Tales of the Empire.

### Embo
Embo é um caçador de recompensas Kyuzo que trabalha para quem paga mais, mas tem um sentido de honra. As suas armas incluem um bowcaster e o seu chapéu, que usa como boomerang e prancha.
O personagem foi interpretado por Dave Filoni em The Clone Wars.

### Galen Erso
Galen Erso é um cientista de investigação Imperial e pai de Jyn Erso. Como principal projetista da Estrela da Morte, Erso fornece à Rebelião informações sobre uma fraqueza crítica que tinha deliberadamente incluído no desenho da arma, permitindo um ataque à estação de batalha aparentemente invulnerável. Apesar disso, é mais tarde mortalmente ferido pelos Rebeldes num ataque a uma base Imperial em Eadu, e consegue reunir-se brevemente com a sua filha antes de morrer.
O personagem foi interpretado por Mads Mikkelsen em Rogue One.

### Haja Estree
Haja Estree é um vigarista humano que trabalhou no planeta Daiyu durante o reinado do Império Galáctico.
O personagem foi interpretado por Kumail Nanjiani em Obi-Wan Kenobi.

### Cornelius Evazan
O Dr. Cornelius Evazan é uma personagem que antagoniza Luke Skywalker e é subsequentemente atacado com um sabre de luz por Obi-Wan Kenobi na Cantina de Mos Eisley. É um homem humano com um rosto cheio de cicatrizes, acompanhado pelo seu associado aqualish Ponda Baba. Ele afirma ser um homem procurado que tem a sentença de morte em 12 sistemas. Evazan também se depara com Jyn Erso e a ameaça nas ruas de Jedha em Rogue One.
O personagem foi interpretado por Alfie Curtis no Episódio IV, e por Michael Smiley em Rogue One.

## F

### Onaconda Farr
Onaconda Farr é um senador de Rodia inicialmente alinhado com a Confederação de Sistemas Independentes, antes de regressar à República graças à sua velha amiga e colega senadora Padmé Amidala. Mais tarde, é morto com uma bebida envenenada pelo seu assistente pessoal, Lolo Purs, que o considera responsável por trazer a guerra a Rodia.
A personagem foi interpretada por Zuraya Hamilton no Episódio II e também participou da série The Clone Wars.

### A Filha
Um dos deuses Mortis, a Filha é a personificação do lado da luz da Força, filha do Pai e irmã do Filho. Ela é obediente ao pai e ajuda-o a testar Anakin Skywalker para ver se ele é o Escolhido e pode substituir o Pai. Acaba por se sacrificar para salvar o pai do irmão e consegue também salvar Ahsoka Tano, que tinha sido corrompida por este último, antes de morrer. Acredita-se que tenha reencarnado como Morai, uma coruja que é vista várias vezes a acompanhar Ahsoka e a quem ela afirma dever a sua vida.
A personagem foi interpretada por Adrienne Wilkinson em The Clone Wars.

### O Filho
Um dos deuses de Mortis, o Filho é a personificação do lado negro da Força, filho do Pai e irmão da Filha. Ao contrário da irmã, é frequentemente desobediente ao pai e deseja secretamente matá-lo para poder fugir de Mortis. Para tal, corrompe Ahsoka Tano com a sua influência sombria e tenta seduzir Anakin Skywalker, que o Pai acreditava ser o Escolhido e um possível sucessor, para o lado negro, o que consegue fazer por breves instantes, mostrando-lhe visões do seu futuro, até que o Pai apaga essas visões da mente de Anakin. Ao tentar matar o Pai, o Filho mata acidentalmente a sua irmã e, embora devastado, não pára de tentar alcançar o seu objetivo. Ao aperceber-se disso, o Pai suicida-se para tornar o Filho mortal, que finalmente se reconcilia com ele antes de Anakin o matar.
O personagem aparece na série animada The Clone Wars.

### Kit Fisto
Kit Fisto é um Mestre Jedi Nautolano e membro do Conselho Jedi. Morreu quando tentava prender Darth Sidious.
O personagem foi interpretado por Zachariah Jensen e Daniel Zizmor no Episódio II, por Ben Cooke no Episódio III e pela voz de Phil LaMarr em The Clone Wars. Fisto foi inicialmente desenvolvido como um conceito Sith masculino pelo artista conceptual Dermot Power. Quando a ideia do aprendiz Sith alienígena foi abandonada, Power revisitou o alienígena com cabeça de tentáculo como um Jedi, com um rosto menos malévolo, mas ainda assim com uma presença imponente.
Foi inicialmente planeado para morrer às mãos de traiçoeiros clone troopers na Ordem 66.

### CT-27-5555 "Fives"
CT-27-5555, ou "Fives", é um Soldado ARC e membro do Esquadrão Dominó e da 501ª Legião, que participa em numerosas batalhas das Guerras Clônicas. Depois de ver o seu amigo Clone Trooper Tup executar inadvertidamente o General Jedi Tiplar durante a Batalha de Ringo Vinda, Fives esforça-se por encontrar respostas para as ações de Tup, levando-o a descobrir a Ordem 66. No entanto, por causa disso, Palpatine incrimina-o por uma tentativa de assassinato. Antes de poder revelar o que aprendeu ao Capitão Rex e a Anakin Skywalker, Fives é morto pelo Comandante Fox sob as ordens de Palpatine.
O personagem participa da série The Clone Wars

### Babu Frik
Babu Frik é uma droidsmith Anzellan em Kijimi que ajuda Rey, Finn e Poe Dameron a decifrar uma mensagem dentro da memória de C-3PO. Mais tarde, sobrevive à destruição de Kijimi pelos Sith Eternos e está presente na Batalha de Exegol.
A personagem foi interpretada por Shirley Henderson no Episódio IX. Mais tarde, Henderson deu voz a outros droidsmiths Anzellan na terceira temporada de The Mandalorian.

### Garsa Fwip
Garsa Fwip é a proprietária Twi'lek do Santuário, uma cantina em Mos Espa, em Tatooine, nos anos que se seguiram à queda do Império. Interagiu brevemente com Boba Fett depois de este ter assumido o controlo do império criminoso de Jabba, antes de ser morta pelos Pykes na luta pelo poder que se seguiu.

## G

### Adi Gallia
Adi Gallia é um Mestre Jedi de Tholothiano e membro do Conselho Jedi. Gallia é morta por Savage Oppress durante as Guerras Clônicas. Ela também aparece como uma voz desencarnada que dá poder a Rey para enfrentar o rejuvenescido Darth Sidious.
A personagem foi interpretada por Gin Clarke no Episódio I e por Angelique Perrin no Episódio IX e teve participação da série animada The Clone Wars.

### Yarna d'al' Gargan
Yarna d'al' Gargan é uma dançarina Askajiano que é escravizada por Jabba the Hutt.
O personagem foi interpretado por Claire Davenport no Episódio VI.

### Garindan
Garindan é um espião Kubaz que conduz os stormtroopers Imperiais até à Millennium Falcon.
A personagem apareceu no Episódio IV – Uma Nova Esperança.

### Phee Genoa
Phee Genoa é uma pirata que procura frequentemente maravilhas e artefatos antigos. Ela torna-se próxima da Clone Force 99 e apresenta-lhes o calmo e tropical planeta de Pabu.
A personagem aparece na série animada The Bad Batch.

### Steela Gerrera
Steela Gerrera é a irmã de Saw Gerrera, que fez parte da sua rebelião contra os Separatistas em Onderon durante as Guerras Clônicas, e foi morta por uma nave droide durante a batalha final enquanto arriscava a vida para salvar o Rei Dendup. A sua morte afetou profundamente o seu irmão.
A personagem aparece na série animada The Clone Wars.

### O Grande Inquisidor
O Grande Inquisidor é um Jedi sem nome da espécie Pau'an que fica desiludido com a Ordem Jedi devido às ações do Conselho Jedi durante as Guerras Clônicas, e acaba por abandonar a Ordem durante a Ordem 66, juntando-se ao Império Galáctico. Treinado por Darth Vader juntamente com os outros Inquisidores, é incumbido de caçar todos os Jedi que restam na galáxia, uma missão que acaba por o colocar em conflito com o Jedi Padawan Kanan Jarrus, líder de uma célula Rebelde no planeta Lothal. Depois de ser derrotado por Jarrus, o Grande Inquisidor opta por se suicidar para evitar o castigo de Vader pelo seu fracasso. Mais tarde, o seu espírito redimido, conhecido como a Sentinela, ajuda Jarrus a completar o seu treino Jedi para se tornar um Cavaleiro Jedi, antes de ser novamente escravizado pelos Sith como Guarda do Templo.
O personagem aparece nas séries Rebels, Obi-Wan Kenobi e Tales of the Empire. O Grande Inquisidor teve uma recepção positiva por parte da crítica, o que levou ao interesse em que ele reprisasse o seu papel em live-action no Disney+. Por fim, Rupert Friend foi escalado para o papel de Grande Inquisidor, interpretando a personagem na sua primeira aparição em live-action em Obi-Wan Kenobi.

### Comandante CC-1004 "Gree"
CC-1004, ou "Gree", é um Comandante clone do 41º Corpo de Elite, ao serviço da Jedi Luminara Unduli durante as Guerras Clônicas. Participa na Batalha de Kashyyyk e tenta cumprir a Ordem 66 executando Yoda, mas o Mestre Jedi detecta as suas intenções e decapita-o rapidamente a ele e a outro soldado.
O personagem foi interpretado por Temuera Morrison no Episódio III e também teve a sua participação na série animada Star Wars: The Clone Wars.

### Greedo
Greedo é um caçador de recompensas Rodiano do Clã Tetsu e trabalhou para o chefe do crime Jabba the Hutt. O idioma Huttês de Greedo é baseada no Quechua, a língua Inca. Aparece no filme original de Star Wars durante uma cena em que confronta e ameaça Han Solo, e consequente é morto por Solo. A cena foi mais tarde alterada para que Greedo também disparasse contra Han, levando à infame controvérsia dos fãs conhecida como "Han shot first", com a qual a personagem passou a ser mais associada.
Greedo foi interpretado em 1977 por Paul Blake, bem como por Maria De Aragon para algumas tomadas de perto em 1977. O linguista Larry Ward fez a voz, falando numa forma simplificada de Quechua, uma língua sul-americana. Uma versão mais jovem dele foi interpretada por Simon Rose e Oliver Walpole numa cena eliminada do filme prequela de 1999, Star Wars: Episódio I – A Ameaça Fantasma. O personagem fez aparições em algumas outras partes da mídia de Star Wars, incluindo a série animada de 2008 Star Wars: The Clone Wars e o jogo eletrônico de 2015 Star Wars Battlefront.

### Capitão CC-5576-39 "Gregor"
CC-5576-39, ou "Gregor", é um Comando clone que se pensa ter morrido na Batalha de Sarrish. Com amnésia e a viver em Abafar, o Coronel Meebur Gascon diz-lhe mais tarde que ele é um soldado clone e parece sacrificar-se para ajudar o Coronel e os seus droides a sair de Abafar para salvar muitas vidas da República. No entanto, ele sobrevive a esta provação e acaba por regressar à República, após isso remove o seu biochip, para não ser forçado a cumprir a Ordem 66. Quando a República é reorganizada em Império após o fim das Guerras Clônicas, Gregor é forçado a treinar soldados imperiais recrutados, até que os Bad Batch o resgatam. Anos mais tarde, Gregor acaba no sistema Seelos com os clones reformados Rex e Wolffe, e mostra ter desenvolvido algumas tendências excêntricas. Ele ajuda um grupo de rebeldes contra as forças imperiais numa escaramuça no planeta e, mais tarde, participa numa batalha para libertar o planeta Lothal da ocupação imperial, embora seja mortalmente ferido por um técnico imperial durante a batalha.
O personagem aparece em The Clone Wars, Rebels e The Bad Batch.

### Nute Gunray
Nute Gunray é o Vice-Rei Neimoidiano da Federação do Comércio, cuja invasão de Naboo é apoiada por Darth Sidious. A sua animosidade para com Padmé Amidala leva-o a juntar-se à Aliança Separatista como um dos seus membros de alto nível. Após a morte do Conde Dookan, Gunray foi enviado com os outros líderes do Conselho Separatista para Mustafar pelo General Grievous, onde acabaram por ser executados por Darth Vader.
O personagem foi interpretado por Silas Carson nos Episódios I-III, e também aparece em The Clone Wars.
Acredita-se que George Lucas, um democrata de longa data, tenha criado o nome com base em duas figuras famosas do Partido Republicano que não lhe agradavam: Newt Gingrich e Ronald Reagan.

## H

### Rune Haako
Rune Haako é o braço direito de Nute Gunray. É um membro de alto nível da Federação do Comércio e do Conselho Separatista. É morto juntamente com os outros líderes Separatistas em Mustafar por Darth Vader.
A personagem foi interpretada por Jerome Blake no Episódio I, por Alan Ruscoe no Episódio II, e por Sandy Thompson no Episódio III.

### Shin Hati
Shin Hati é o aprendiz do antigo Jedi Baylan Skoll, que encontrou Hati depois de ele próprio ter sobrevivido à Ordem 66 e fugido para as Regiões Desconhecidas. Durante a era da Nova República, ambos operam como mercenários Jedi Negros em busca de poder, trabalhando com Morgan Elsbeth. Depois da batalha em Peridea, Hachi fica a liderar os bandidos de Peridea.
O seu nome é uma alusão ao lobo celestial Hati da mitologia nórdica, companheiro do lobo celestial Sköll.
A personagem foi interpretada por Ivanna Sakhno em Ahsoka.

### Dr. Royce Hemlock
O Dr. Royce Hemlock serviu a República Galáctica e tornou-se chefe da Divisão de Ciência Avançada no Monte Tantiss. Ele reporta diretamente ao Imperador enquanto trabalha numa experiência secreta e altamente classificada sobre tecnologia de clonagem. O Dr. Hemlock usa crianças como cobaias para obter resultados.
O personagem aparece em The Bad Batch.

### Valin Hess
Valin Hess é um oficial imperial que costumava ter Migs Mayfeld como soldado. Reencontra Mayfield quando ele e Din Djarin se infiltram numa refinaria imperial de rhydonium em Morak para descobrir o paradeiro de Moff Gideon e é morto pelo seu antigo soldado no momento em que o reconhece por este ter insultado os soldados mortos durante a Operação: Cinder.
O personagem foi interpretado por Richard Brake em The Mandalorian.

### Ri-Lee Howell
Ri-Lee Howell é um Mestre Jedi revelado em Star Wars: The Rise of Skywalker - The Visual Dictionary. Neste romance, que expande mais o universo do filme A Ascensão Skywalker, Howell é citado como um Mestre Jedi que reuniu os textos sagrados que foram passados de Luke Skywalker para Rey. Esses textos foram apresentados no Episódio VIII. Enquanto muitos dos textos sagrados Jedi foram armazenados e perdidos em holocrons posteriores, a dedicação de Howell em escrever passagens físicas foi o que os manteve vivos.
O nome de Ri-Lee Howell é uma homenagem a Riley Howell, um jovem de 21 anos que foi morto ao enfrentar um atirador que abriu fogo na Universidade da Carolina do Norte. Graças às suas ações, salvou a vida dos seus colegas de turma. Um perfil escrito pelo New York Times após a sua morte dizia: "Era também um profundo estudioso de Star Wars, acumulando uma legião de figuras de ação Jedi com o seu irmão Ted, de 14 anos". A Lucasfilm entrou em contato com a família e prometeu que ele seria homenageado no universo de Star Wars. "A coragem e o altruísmo de Riley fazem emergir o Jedi em todos nós", lê-se na carta.

### "Hunter"
O sargento "Hunter" é um clone trooper deformado e comandante da Clone Force 99. Ele tem mutações genéticas que lhe dão sentidos aprimorados, como rastrear e sentir sinais eletromagnéticos. Durante a Ordem 66, depois de testemunhar a morte da Mestre Jedi Depa Billaba, ele deixa o seu Padawan, Caleb Dume, escapar. Após a formação do Império, Hunter, juntamente com a maioria da Clone Force 99, rebela-se e foge de Kamino com um jovem clone inalterado chamado Omega. Tornam-se mercenários e Hunter cria uma forte relação de pai e filha com Omega, o que o leva a querer deixar de ser soldado para lhe dar uma vida normal.
O personagem teve a sua aparição nas séries animadas de The Clone Wars e The Bad Batch.

## I

### Chirrut Îmwe
Chirrut Îmwe é um guerreiro cego que acredita na Força e que se diz ser um dos Guardiões dos Whills. Ele ajuda a Aliança Rebelde a roubar os planos da Estrela da Morte em Rogue One e é morto durante a Batalha de Scarif.
O personagem foi interpretado por Donnie Yen em Rogue One.

## J

### Jannah
Jannah é uma antiga stormtrooper da Primeira Ordem, originalmente designada como TZ-1719, que se junta à Resistência e faz amizade com Finn. Mais tarde, Jannah aceita a oferta de Landos para a ajudar a encontrar a sua família.
A personagem foi interpretada por Naomi Ackie no Episódio IX.

### CT-5597 "Jesse"
CT-5597, ou "Jesse", é um ARC Trooper da 501ª Legião que luta em muitas batalhas durante as Guerras Clônicas. Durante o Cerco de Mandalore, é capturado por Darth Maul para ser usado como isca para atrair Ahsoka Tano até ele, mas acaba sendo resgatado. Quando a Ordem 66 é emitida, Jesse está entre os clones que tentam executar Ahsoka, bem como Rex, depois de lhe ter sido retirado o chip e ficar do lado dela. Juntamente com todos os outros soldados a bordo, Jesse é morto quando o Star Destroyer Tribunal da classe Venator em que se encontravam se despenha numa pequena lua, e é enterrado por Ahsoka e Rex.
O personagem aparece nas séries animadas de The Clone Wars e Tales of the Jedi.

### Dexter Jettster
Dexter Jettster é o Besalisk dono do Dex's Diner, e um velho amigo de Obi-Wan Kenobi, que fornece a Kenobi informações sobre o planeta Kamino.
O personagem foi interpretado por Ronald Falk no Episódio II.

### Tiaan Jerjerrod
O Moff Tiaan Jerjerrod é o comandante da segunda Estrela da Morte. Jerjerrod é encarregado por Darth Vader de apressar a conclusão da segunda Estrela da Morte e avisa que o Imperador não é tão indulgente como Vader.
O personagem foi interpretado por Michael Pennington no Episódio VI.

### Cere Junda
Cere Junda é uma antiga Cavaleira Jedi que treinou Trilla Suduri, sobrevivente da Ordem 66, e copiloto do Stinger Mantis. Torna-se a figura mentora e mestre de Cal Kestis, enquanto tenta escapar ao seu passado conturbado e retomar o seu próprio papel como Jedi.
A personagem tem a sua aparição nos jogos eletrônicos Jedi: Fallen Order e Jedi: Survivor.

## K

### Alexsandr Kallus
O agente Alexsandr Kallus é um antigo membro do Gabinete de Segurança Imperial que liderou os esforços para suprimir uma revolta no planeta Lothal e desenvolveu uma rivalidade com Zeb Orrelios porque Kallus participou nos ataques que dizimaram grande parte da sua espécie. Ele começa a questionar a sua moralidade e lealdade para com o Império depois de ele e Zeb serem forçados a trabalhar juntos para sobreviverem ao ficarem presos num planeta remoto, perto de Geonosis. Na altura em que Thrawn é promovido a Grande Almirante, Kallus torna-se um espião da Aliança Rebelde e deserta completamente quando a sua traição é descoberta. Kallus desempenha um papel importante na libertação de Lothal da ocupação Imperial, e acaba fazendo amizade com Zeb.
O personagem apareceu na série animada Rebels.

### Syril Karn
Syril Karn é um inspetor-adjunto da Autoridade de Preox-Morlana (Pre-Mor), um conglomerado empresarial responsável por um setor comercial. Karn trabalha para os serviços de segurança da Pre-Mor e está determinado a capturar Andor depois de este ser suspeito de assassinar dois funcionários da segurança da Pre-Mor.
O personagem foi interpretado por Kyle Soller em Andor. Soller descreveu a sua personagem como tendo "um sentido extremo de necessidade de impressionar e de preencher um vazio em si próprio. E isso tem a ver com a ascensão ao topo de qualquer área em que ele esteja. O campo que ele escolheu é o da restrição e do controlo total, e o da dominação."

### Dra. Emerie Karr
A Dra. Emerie Karr faz parte da equipe de profissionais médicos que trabalha numa experiência altamente classificada no Monte Tantiss. Estuda diretamente sob a alçada do Dr. Hemlock, o diretor da Divisão de Ciências Avançadas do Império. No entanto, mostra mais compaixão para os seus filhos cobaias do que os outros membros da sua equipe. Está diretamente relacionada com Omega e Jango Fett.
A personagem foi interpretada por Keisha Castle-Hughes em The Bad Batch.

### Kassius Konstantine
O Almirante Kassius Konstantine é um oficial da Marinha Imperial que ajuda os Inquisidores, Darth Vader e o Grande Almirante Thrawn a perseguir os Rebeldes. É morto durante a Batalha de Atollon.
O personagem foi interpretado por Dee Bradley Baker em Rebels.

### Katuunko
Katuunko é o monarca Toydariano que ajuda a República durante as Guerras Clônicas; morto por Savage Oppress após a Batalha de Sullust.
O personagem foi interpretado por Brian George em The Clone Wars.

### Cinta Kaz
Cinta Kaz é uma mulher humana que era uma rebelde dentro de uma rede operada por Luthen Rael em resistência ao Império Galáctico.
A personagem foi interpretada por Varada Sethu em Andor.

### Agen Kolar
Agen Kolar é um Mestre Jedi Iridoniano Zabrak e membro do Conselho Jedi. Costumava ter um sabre de luz verde, tal como o Mestre Jedi Eeth Koth, mas depois de o seu Padawan Tan Yuster ter morrido durante a Arena Geonosiana, Agen Kolar pegou no seu cristal kyber e substituiu o cristal verde pelo cristal azul do seu Padawan para se lembrar dele. É o primeiro Jedi que foi morto quando tentava prender Darth Sidious.
O personagem foi interpretado por Tux Akindoyeni nos Episódios II-III.

### Plo Koon
Plo Koon é um Mestre Jedi Kel Dor e membro do Conselho Jedi na trilogia prequela. Descobriu Ahsoka Tano no seu planeta natal, Shili, e participou em muitas batalhas durante as Guerras Clônicas. É morto quando o seu caça estelar Jedi é abatido em Cato Neimoidia pela sua própria escolta militar (um esquadrão de caças ARC-170 liderado pelo Capitão Jag) como parte da Ordem 66.
O personagem foi interpretado por Alan Ruscoe no Episódio I, por Matt Sloan nos Episódios II-III e pela voz de James Arnold Taylor em The Clone Wars.

### Eeth Koth
Eeth Koth é um Mestre Jedi Zabrak iridoniano e membro do Conselho Jedi. Foi afastado do Conselho Jedi no final das Guerras Clônicas e pretendia abandonar a Ordem, mas a Ordem 66 foi emitida antes de o fazer. Sobrevivendo, esconde-se e começa uma família, mas acaba sendo localizado e morto por Darth Vader.
O personagem foi interpretado por Hassani Shapi no Episódio I, e também teve a sua participação em The Clone Wars.

### Pong Krell
Pong Krell é um Jedi Besalisco que serve como comandante temporário da 501ª Legião durante a Batalha de Umbara nas Guerras Clônicas. Ele odeia clones e tem aspirações secretas de ser o novo aprendiz do Conde Dookan, mas é executado pelo soldado Dogma depois de a sua traição se tornar conhecida. A sua anatomia distinta permite-lhe empunhar dois sabres de luz com duas lâminas.
O personagem apareceu em The Clone Wars.

### Satine Kryze
Satine Kryze é a Duquesa de Mandalore, irmã de Bo-Katan, e interesse romântico de Obi-Wan Kenobi. Líder pacifista, tenta não se envolver nas Guerras Clônicas e forma o Conselho de Sistemas Neutros, para grande desgosto da Guarda da Morte, que tenta assassiná-la e substituí-la várias vezes ao longo da guerra, mas todas as suas tentativas são frustradas pelos Jedi, particularmente Kenobi. O Mestre Jedi já tinha protegido Satine na sua juventude e os dois formaram uma ligação próxima, com Kenobi afirmando que teria deixado a Ordem Jedi há muito tempo se Satine o tivesse pedido. Mais tarde, Satine vê o seu mundo cair nas mãos do Coletivo das Sombras, sob o comando de Darth Maul, que acaba assassinando-a em frente a um Kenobi capturado.
A personagem aparece em The Clone Wars.

## L

### Beru Whitesun Lars
Beru Lars é a esposa de Owen, tia adotiva por casamento e mãe substituta de Luke Skywalker, que o acolhe depois que a mãe de Luke, Padmé Amidala, morre no parto e seu pai, Anakin Skywalker, se volta para o lado sombrio e se torna Darth Vader, embora ela, assim como Owen, seja informada pelo ex-Mestre Jedi de Anakin, Obi-Wan Kenobi, que Anakin morreu, mas, ao contrário de seu marido, não parece estar ressentida com Obi-Wan. Ela e Owen são mortos por stormtroopers em sua casa em Tatooine.
A personagem foi interpretada por Shelagh Fraser no Episódio IV, e por Bonnie Piesse nos Episódios II-III e Obi-Wan Kenobi.

### Cliegg Lars
Cliegg Lars é um fazendeiro de umidade que compra, liberta e se casa com Shmi Skywalker, tornando-se padrasto de Anakin Skywalker, a quem conhece brevemente. Ele perde a perna ao perseguir o Povo da Areia que havia sequestrado Shmi. Cliegg morre em algum momento entre o início das Guerras Clônicas e a mudança de Anakin para o lado negro.
O personagem foi interpretado por Jack Thompson no Episódio II. O nome Cliegg e suas variações estão presentes nos rascunhos de Star Wars desde 1974.

### Owen Lars
Owen Lars é o enteado de Shmi, meio-irmão de Anakin e tio e pai substituto de Luke Skywalker, que o acolhe depois que a mãe de Luke, Padmé, morre no parto e seu pai, Anakin, cai para o lado negro da Força e se torna Darth Vader, embora Obi-Wan tenha dito a Owen que seu meio-irmão morreu, acaba ressentido com o Mestre Jedi por ter tirado Anakin de Shmi e por ter destruído a família Skywalker. Owen e sua esposa, Beru, são mortos por stormtroopers em sua casa em Tatooine, enquanto Luke estava em uma reunião com Obi-Wan "Ben" Kenobi.
O personagem foi interpretado por Phil Brown no Episódio IV, e por Joel Edgerton nos Episódios II-III e Obi-Wan Kenobi.

### Cut Lawquane
Cut Lawquane é um ex-soldado clone que desertou do exército para viver uma vida tranquila como fazendeiro em Saleucami. Ele tem uma esposa, Suu, e dois filhos, Jek e Shaeeah. Durante as Guerras Clônicas, ele conhece o Capitão Rex, e os dois acabam confiando um no outro depois de trabalharem juntos para defender a família de Cut dos Commando Droids, com Rex decidindo não denunciar Cut. Após a formação do Império Galáctico, Cut e sua família, com a ajuda do Bad Batch, deixam Saleucami devido ao aumento da presença militar no planeta.
O personagem aparece em The Clone Wars e The Bad Batch.

### Lobot
Lobot é o ajudante ciborgue de Lando Calrissian. Ele tem um implante cibernético que lhe permite interagir diretamente com o computador central da Cidade das Nuvens.
O personagem foi interpretado por John Hollis no Episódio V.

### Kino Loy
Kino Loy é um capataz de confiança nas instalações da fábrica imperial no planeta Narkina 5.
O personagem foi interpretado por Andy Serkis em Andor. Serkis já havia interpretado o Líder Supremo Snoke na trilogia sequela.

## M

### Crix Madine
Crix Madine é um general rebelde que apresenta o plano de destruir o gerador de escudo da segunda Estrela da Morte.
O personagem foi interpretado por Dermot Crowley no Episódio VI.

### Baze Malbus
Baze Malbus é um mercenário e amigo de Chirrut Îmwe que ajuda a Aliança Rebelde a roubar os planos da Estrela da Morte em Rogue One. Ele é morto durante a Batalha de Scarif.
O personagem foi interpretado por Jiang Wen em Rogue One.

### Taron Malicos
Taron Malicos é um Mestre Jedi que lutou nas Guerras Clônicas e sobreviveu à Ordem 66. Deixado preso em Dathomir por anos, ele acabou sucumbindo ao lado sombrio e procurou aprender a magia das Irmãs da Noite manipulando a Irmã da Noite Merrin. Ele tenta atrair Cal Kestis para o lado sombrio, mas Kestis o derrota com a ajuda de Merrin, que o enterra vivo.
O personagem aparece no jogo eletrônico Jedi: Fallen Order.

### Kleya Marki
Kleya Marki é uma mulher humana que serviu como concierge na galeria de artefatos e antiguidades de Luthen Rael nos níveis superiores da capital galáctica Coruscant. Ela também é crucial para a operação das atividades de resistência de Rael.
A personagem foi interpretada por Elizabeth Dulau em Andor.

### Rafa e Trace Martez
Rafa Martez, contrabandista, e Trace Martez, piloto e mecânica, são irmãs de Coruscant que usam um hangar e uma lavanderia como fachada para os negócios ilegais de Rafa. Depois que seus pais foram mortos e os Jedi pouco ou nada fizeram para ajudá-las, as irmãs ficaram amarguradas com a Ordem e tentaram ganhar dinheiro suficiente para deixar Coruscant. Perto do fim das Guerras Clônicas, as irmãs fazem amizade com Ahsoka Tano, que as ajuda quando um trabalho de entrega de especiarias para o Sindicato Pyke fracassa, levando Rafa e Trace a mudar sua visão dos Jedi. Pouco depois da ascensão do Império Galáctico, as irmãs são contratadas pelo Capitão Rex para recuperar dados de um droide tático em Corellia, onde elas se deparam com o Bad Batch, procurando os mesmos dados. No final, o Bad Batch entrega os dados a Rafa e Trace depois de saber que elas querem usá-los para combater o Império.
Rafa Martez e Trace Martez aparecem nas séries animadas The Clone Wars e The Bad Batch.

### Mart Mattin
Mart Mattin é um jovem piloto rebelde humano que fazia parte do esquadrão de caças de Hera Syndulla durante o ataque malfadado à base imperial da cidade de Lothal. Ele é o único outro piloto rebelde, além de Hera e Chopper, que sobreviveu à batalha e escapou do cativeiro e, mais tarde, foi recuperado para se juntar à célula rebelde de Lothal em sua luta de guerrilha contra o Império, implementando um plano secreto elaborado por Ezra Bridger para trazer uma cápsula de Purrgil contra a frota do Almirante Thrawn.
O personagem aparece na série Rebels.

### Dedra Meero
Dedra Meero é uma supervisora do Departamento de Segurança Imperial que tem um interesse especial nas ações de Cassian Andor e na crescente rebelião.
A personagem foi interpretada por Denise Gough em Andor.

### Ruescott Melshi
O sargento Ruescott Melshi é um membro das forças especiais da Aliança Rebelde durante os estágios iniciais da Guerra Civil Galáctica. Retratado por Duncan Pow, o personagem aparece pela primeira vez no filme Rogue One (2016) como parte da equipe que sacrifica suas vidas para recuperar os planos da nova Estrela da Morte da instalação de segurança imperial em Scarif. Mais tarde, Melshi aparece na série de televisão Andor (2022-presente), ambientada antes dos eventos de Rogue One, que narra como ele e Cassian Andor se conheceram e fugiram da prisão imperial. Melshi também fez aparições em livros de Star Wars, audiolivros e um jogo eletrônico.

### Sly Moore
Sly Moore é um Umbaran assessor pessoal de Palpatine e uma das poucas pessoas cientes de sua identidade como Darth Sidious.
O personagem foi interpretado por Sandi Findlay nos Episódios II e III.

### General Conan Antonio Motti
O General Conan Antonio Motti faz uma aparição na sala de conferências da Estrela da Morte no início do Episódio IV. Ele é estrangulado por Darth Vader depois de expressar pouca fé na capacidade de Vader de usar a Força.
O personagem foi interpretado por Richard LeParmentier no filme original de Star Wars.

### Peli Motto
Peli Motto é uma atendente de doca e mecânico de navios que trabalha em Mos Eisley e é visitada várias vezes por Din Djarin, tornando-se amiga dele e de Grogu.
A personagem foi retratada por Amy Sedaris em The Mandalorian e O Livro de Boba Fett.

### Ki-Adi-Mundi
Ki-Adi-Mundi é um Mestre Jedi Cereano e membro do Conselho Jedi na trilogia prequel. Ele é um dos líderes da força de ataque Jedi enviada para resgatar Obi-Wan Kenobi, Anakin Skywalker e Padmé Amidala em Geonosis, e um general Jedi durante as Guerras Clônicas. No final das Guerras Clônicas, ele lidera suas tropas de clones na Batalha de Mygeeto e é morto na Ordem 66. Originalmente, Saesee Tiin foi planejado para morrer com ele.
O personagem foi interpretado por Silas Carson nos Episódios I-III, Derek Arnold em The Acolyte e também tem aparição nas séries animadas The Clone Wars e Tales of the Jedi.

## N

### Rugor Nass
Boss Rugor Nass é um líder Gungan que primeiro estabeleceu um tratado com os humanos de Naboo, e mais tarde assiste ao funeral de Padmé Amidala. Foi ele que baniu Jar Jar Binks mas também deixou Jar Jar Binks ser general.
O personagem foi interpretado por Brian Blessed no Episódio I.

### Enfys Nest
Enfys Nest é o líder de um bando de piratas chamado Cavaleiros das Nuvens, que se revela ser apoiante da nascente Aliança Rebelde.
O personagem foi interpretado por Erin Kellyman em Solo.

### Capitão Needa
Needa foi um capitão do Destruidor Estelar Imperial Avenger em O Império Contra-Ataca (interpretado por Michael Culver) que perseguiu a Millennium Falcon no Campo de Asteróides após a Batalha de Hoth. Depois de perder o rasto da nave, Vader mata-o através da Força.

### 99 "Ninety-Nine"
"99" é um clone trooper deformado que ajuda o Esquadrão Dominó durante as Guerras Clônicas. Ele é morto durante uma das batalhas de Kamino e é o homônimo de Clone Force 99.
O personagem aparece em The Clone Wars.

### Jocasta Nu
Jocasta Nu é uma bibliotecária Jedi que aparece na trilogia prequela. Sobrevive à Ordem 66, mas é mais tarde morta por Darth Vader.
A personagem foi interpretada por Alethea McGrath no Episódio II, e aparece em The Clone Wars e Tales of the Jedi.

## O

### Comandante CC-2237 "Odd Ball"
CC-2237, ou "Odd Ball", é um Comandante e piloto clone, que participa em várias batalhas ao longo das Guerras Clônicas sob o comando de Obi-Wan Kenobi, tais como a Batalha de Teth, a Batalha de Umbara, a Batalha de Coruscant e a Batalha de Utapau. Piloto habilidoso, Odd Ball pilota uma variedade de caças estelares, incluindo o V-19 Torrent e o ARC-170.
O personagem foi interpretado por Temuera Morrison no Episódio III, e teve aparição em The Clone Wars.

### Barriss Offee
Barriss Offee é uma Jedi de Mirialan, aprendiz de Luminara Unduli e amiga íntima de Ahsoka Tano. Mais tarde, trai Ahsoka e incrimina-a por um atentado terrorista, depois de ficar desiludida com as políticas da Ordem Jedi em tempo de guerra. Offee acaba sendo desmascarada e derrotada por Anakin Skywalker, resultando na sua prisão.
A personagem foi interpretada por Nalini Krishan no Episódio II, e por Meredith Salenger em The Clone Wars e Tales of the Empire.

### Hondo Ohnaka
Hondo Ohnaka é o líder dos piratas espaciais conhecidos como o Gang Ohnaka, que rapta e tenta resgatar Obi-Wan Kenobi, Anakin Skywalker, Conde Dookan - e mais tarde Ahsoka Tano - pela melhor oferta durante as Guerras Clônicas. Ele segue um código de honra e respeita os Jedi, a quem acaba ajudando várias vezes na guerra, mas não deixa de usar táticas furtivas e traição se for para "bons negócios". Anos após as Guerras Clônicas, apesar de ter perdido a sua tripulação para o Império Galáctico, Hondo continua as suas atividades criminosas enquanto mantém relações com a tripulação da Fantasma.
O personagem aparece em The Clone Wars, Rebels e Forces of Destiny.

### O Oitavo Irmão
O Oitavo Irmão é um Jango Jumper terelliano mascarado que seguiu o antigo Lorde Sith Darth Maul até ao planeta Malachor, antes de cair para a morte ao tentar fugir do poder combinado de Maul, Kanan Jarrus e Ahsoka Tano.
A personagem foi interpretada por Robbie Daymond em Rebels.

### Ric Olié
Ric Olié é o piloto que pilota a nave da rainha durante a fuga de Naboo e um caça N-1 como líder do Esquadrão Bravo.
O personagem foi interpretado por Ralph Brown no Episódio I.

### Omega
Omega é uma jovem clone feminina que serviu como assistente médica de Nala Se em Kamino, até se juntar à Clone Force 99 para fugir do planeta após a traição do Império. Mais tarde, é-lhe revelado que é um clone inalterado de Jango Fett, semelhante a Boba Fett. É capturada pelo Império por ser o único clone com uma contagem M perfeitamente replicada e é levada para a base do Dr. Hemlock no Monte Tantiss. Mais tarde, foge do Monte Tantiss com um cão de caça lurca que salvou, chamado Batcher, e traz consigo um Crosshair muito relutante. Regressa a Pabu, onde Asajj Ventress (que foi contratada por Fennec Shand depois de Hunter e Demolidor terem completado uma recompensa por Shand) a testa para a sensibilidade à Força, na qual ela falha.
A personagem aparece em The Bad Batch.

### Ketsu Onyo
Ketsu Onyo é uma caçadora de recompensas mandaloriana e antiga amiga de Sabine Wren. Ela e Sabine foram cadetes na Academia Imperial, fugindo mais tarde e tornando-se parceiras de caça às recompensas antes de Ketsu deixar Sabine para morrer e começar a trabalhar para o Sol Negro. Depois de se reconciliarem, Ketsu ajuda a Aliança Rebelde.
A personagem aparece em Rebels e Forces of Destiny.

### Oola
Oola é uma dançarina Twi'lek escravizada por Jabba the Hutt e acorrentada ao seu trono; ela é morta pelo rancor de Jabba depois de dançar para ele.
A personagem foi interpretada por Femi Taylor no Episódio VI. Novas cenas com a personagem foram filmadas para a Edição Especial de O Retorno de Jedi. Quando Taylor chegou para as refilmagens, os produtores ficaram surpreendidos ao descobrir que ela ainda cabia no seu fato original e que quase não tinha envelhecido nos 15 anos que passaram desde a filmagem original das suas cenas. Taylor atribuiu este fato à sua impressionante carreira de bailarina.

### Savage Opress
Savage Opress é um Irmão da Noite Zabrak de Dathomirian, e irmão de Darth Maul. Ele é escolhido a dedo por Asajj Ventress como parte de seu esquema para matar o Conde Dookan pelo atentado contra sua vida e é alterado pelas Irmãs da Noite, tornando-se mais um berserker a pedido de Ventress a ponto de matar Feral, (seu irmão adotivo), sem remorso, Opress consegue se tornar o novo aprendiz de Dookan e aprende apenas um pouco nos caminhos dos Sith antes de Ventress tê-lo ajudar a lutar contra Dookan, devido às suas ações sob ele recebendo atenção indesejada dos Jedi. No entanto, no calor do momento e provocado por ambos, Opress tenta matar Dookan e Ventress antes de fugir dos Jedi e ser instruído pela Mãe Talzin a encontrar Maul para que este possa completar o seu treino para se defender dos inúmeros inimigos que fez. Ao encontrar Maul, uma casca do seu antigo eu num planeta de sucata, Opress consegue despertar o rancor do seu irmão da noite com Obi-Wan para o ajudar na sua vingança contra os Jedi. Mais tarde, é morto num duelo por Darth Sidious em Mandalore.
A personagem foi interpretada por Clancy Brown em The Clone Wars.

### Breha Organa
Breha Organa é a Rainha de Alderaan, esposa de Bail Organa e mãe adotiva de Leia Organa. É morta durante a destruição de Alderaan.
A personagem foi interpretada por Rebecca Jackson Mendoza no Episódio III, e por Simone Kessell em Obi-Wan Kenobi. Breha também aparece no conto "Eclipse" e no romance de 2017 Leia, Princess of Alderaan.

### Garazeb "Zeb" Orrelios
Garazeb "Zeb" Orrelios é o antigo capitão da guarda de alta honra de Lasat que se revoltou contra o Império, o que levou à quase extinção do seu povo. É o músculo da tripulação da Fantasma, servindo sob o indicativo de chamada Spectre 4. A campanha de genocídio contra o seu povo o deixou com um comportamento rude e o levou a entrar em conflito com o Agente Kallus, embora Kallus acabe abandonando o Império para se juntar à Aliança como espião Rebelde.
O personagem tem sido representada por Steve Blum em The Mandalorian e também aparece na série animada Star Wars Rebels. A aparência física da espécie Lasat é baseada na arte conceptual original de Ralph McQuarrie para Chewbacca. O diretor artístico Kilian Plunkett disse: O diretor artístico Kilian Plunkett disse: "O Zeb é muito articulado, espirituoso e divertido, e isso, justaposto ao seu aspecto, cria um personagem interessante".

## P

### O Pai
Um dos três deuses Mortis, o Pai representa o equilíbrio da Força, entre a sua Filha, que encarna o lado da luz da Força, e o seu Filho, que encarna o lado negro. Depois de envelhecer, ele atrai Anakin Skywalker, Obi-Wan Kenobi e Ahsoka Tano para Mortis, a fim de testar o primeiro e ver se ele é de facto o "Escolhido" e trará o equilíbrio à Força. O Pai acaba por se convencer disso, mas Anakin recusa a sua oferta para ficar em Mortis e tornar-se o seu sucessor. Mais tarde, o Pai suicida-se, o que torna o Filho mortal e permite a Anakin matá-lo por todo o mal que tinha feito.

### Quarsh Panaka
Quarsh Panaka é o capitão da guarda da Rainha Amidala.
O personagem foi interpretado por Hugh Quarshie no Episódio I. No romance Leia, Princess of Alderaan, ele conhece a jovem Leia Organa, mas é posteriormente assassinado por Saw Gerrera e seus Partisans.

### Barão Papanoida
O Barão Papanoida é um senador de Pantoran e presidente da Assembleia de Pantoran.
O personagem foi retratado por George Lucas no Episódio III e aparece em The Clone Wars.

### Gilad Pellaeon
Gilad Pellaeon é um oficial imperial que serviu como capitão nas forças navais do Império Galáctico como parte da Sétima Frota do Grande Almirante Thrawn. Ele foi apresentado pela primeira vez na trilogia Thrawn de Timothy Zahn. O personagem fez sua estreia em live-action na terceira temporada de The Mandalorian.
O personagem apareceu em Rebels e Tales of the Empire. Xander Berkeley já havia interpretado o personagem em The Mandalorian.

### Even Piell
Even Piell é um Mestre Jedi Lannik e membro do Conselho. Durante as Guerras Clônicas, ele participou de uma missão relacionada à Rota Nexus, uma via hiperespacial importante descoberta na Orla Externa. Piell foi capturado, preso e torturado na prisão conhecida como Cidadela, junto com Wilhuff Tarkin, que detinha a outra metade das informações secretas. Uma missão de resgate foi enviada, mas Piell foi morto por anoobas semelhantes a lobos locais logo após dar a Ahsoka Tano sua parte da informação.
O personagem foi interpretado por Michaela Cottrel no Episódio I e apareceu em The Clone Wars.

### Unkar Plutt
Unkar Plutt é um chefe de lixo Crolute no planeta Jakku que paga porções de comida em troca de peças de salvamento. Ele tenta barganhar o droide BB-8 de Rey e depois tenta roubá-lo quando ela se recusa, mas Rey acaba fugindo do planeta roubando dele a Millennium Falcon.
O personagem foi interpretado por Simon Pegg no Episódio VII e dublado por Dee Bradley Baker em Forces of Destiny.

### Poggle o Menor
Poggle o Menor é o Arquiduque de Geonosis, parte da Techno Union e um dos líderes separatistas mortos por Darth Vader em Mustafar. Poggle controla as fábricas de droides de batalha de Geonosis e comanda o exército de droides que lutou nas duas batalhas de Geonosis. Ele também ajuda no planejamento inicial e na construção da primeira Estrela da Morte.
O personagem aparece no Episódio II e na série animada The Clone Wars.

### Comandante CT-411 "Ponds"
CT-411, ou "Ponds", é um Comandante Clone que serve a Mace Windu nas Guerras Clônicas. Ele ajuda a organizar unidades de comando de clones em Geonosis e luta em Ryloth e Malastare em batalhas posteriores. Ele acaba sendo capturado por um grupo de caçadores de recompensas e executado por Aurra Sing em uma tentativa de atrair Windu para uma armadilha.
O personagem foi dublado por Temuera Morrison no Episódio II e também aparece na série animada The Clone Wars.

### Yarael Poof
Yarael Poof era um membro do Alto Conselho Jedi Quermiano que morreu entre o Episódio I e o Episódio II.
O personagem foi interpretado por Michelle Taylor no Episódio I.

### Jek Porkins
Jek Porkins é um piloto de X-wing corpulento com o codinome "Red Six", morto no ataque à primeira Estrela da Morte.
O personagem foi interpretado por William Hootkins no Episódio IV. Porkins ganhou alguma notoriedade cômica devido ao seu tamanho, jeito e morte prematura, que foi ridicularizada no episódio Blue Harvest de Family Guy.

### Arihnda Pryce
Arihnda Pryce é a Governadora Imperial de Lothal. Ela foi morta quando os insurgentes de Lothal explodiram a Cúpula Imperial durante a Libertação de Lothal.
A personagem aparece em Rebels. Sua história de fundo é explorada no romance Star Wars: Thrawn.

### Enric Pryde
Enric Pryde é um ex-Almirante Imperial que ganhou destaque como General Allegiant da Primeira Ordem durante o reinado de Kylo Ren. Ele desenvolve uma rivalidade com o General Hux, a quem acaba executando depois de descobrir sua traição, e mais tarde é colocado no comando da frota do Sith Eterno, a Ordem Final, durante a Batalha de Exegol, onde morre quando a ponte de comando de seu Destruidor Estelar Steadfast classe Resurgente é destruída por Finn.
O personagem foi interpretado por Richard E. Grant no Episódio IX.

### Lom Pyke
Lom Pyke é Ministro do Sindicato Pyke durante as Guerras Clônicas, que se junta ao Coletivo das Sombras e participa do ataque a Sundari com seus aliados criminosos. Mais tarde, quando o Conselho Jedi investiga o desaparecimento de Sifo-Dyas, Obi-Wan Kenobi e Anakin Skywalker são enviados a Oba Diah para confrontar os Pykes. Lom é forçado a contar a verdade por trás da morte de Sifo-Dyas para os Jedi, bem como o envolvimento dos Pykes, embora ofereça seu prisioneiro Silman em troca de anistia. Quando o Conde Dookan fica sabendo disso, ele chega a Oba Diah e mata Lom.
O personagem aparece na série animada The Clone Wars.

## Q

### Quarrie
Quarrie é um engenheiro Mon Calamari que vive no planeta Shantipole. Ele construiu o protótipo da B-wing, a Blade Wing, que foi presenteada a Hera em "Wings of the Master" e, mais tarde, supervisionou a construção secreta de mais B-wings para a Aliança Rebelde a pedido do Senador Organa.
O personagem apareceu na série animada Rebels. Seu nome é uma homenagem ao artista conceitual de Star Wars Ralph McQuarrie.

### O Quinto Irmão
O Quinto Irmão é o segundo Inquisidor introduzido em Rebels. Um humanoide de pele cinzenta, ele e a Sétima Irmã são enviados para caçar a tripulação da Fantasma após a morte do Grande Inquisidor. Ambos acabam por ser mortos por Maul em Malachor.
O personagem foi interpretado por Sung Kang em Obi-Wan Kenobi e também teve participação da série Star Wars Rebels.

## R

### Raddus
Raddus é um almirante Mon Calamari de pele verde da Aliança Rebelde que morre durante a Batalha de Scarif. Ele é o homônimo do Cruzador Estelar MC85 da Resistência, conhecido como Raddus.
O personagem foi interpretado por Paul Kasey em Rogue One.

### Luthen Rael
Luthen Rael faz parte da Aliança Rebelde que contrata Cassian em sua primeira missão como agente rebelde. Publicamente, Luthen se apresenta como um excêntrico negociante de antiguidades de Coruscant.
O personagem foi interpretado por Stellan Skarsgård em Andor.

### Lyn Rakish / A Quarta Irmã
A Quarta Irmã é a segunda Inquisidora apresentada em Obi-Wan Kenobi. Ela era originalmente uma Cavaleira Jedi, mas caiu para o lado negro da Força e se juntou ao Império Galáctico, tornando-se parte dos Inquisitorius, caçadores de Jedi a serviço de Darth Vader para caçar os Jedi até a extinção. Mais tarde, a Quarta Irmã se envolveu na tentativa de localizar Obi-Wan Kenobi, um sobrevivente da Ordem 66.
A personagem foi interpretada por Rya Kihlstedt em Obi-Wan Kenobi e Tales of the Empire.

### Dak Ralter
Dak Ralter é o artilheiro do snowspeeder de Luke Skywalker que morre na Batalha de Hoth quando seu snow speeder é danificado por um walker imperial.
O personagem foi interpretado por John Morton no Episódio V.

### Vice-almirante Edmon Rampart
O Vice-Almirante Rampart subiu na hierarquia após a queda da República. Ele foi colocado em Kamino para supervisionar a tropa de clones do novo Império Galáctico. Ele é inquestionavelmente leal ao governador Tarkin. Rampart é preso depois que o Senado Galáctico vê evidências de que sua ordem destruiu uma cidade. Ele é enviado para um campo de trabalhos forçados em Erebus e é rotulado como traidor do Império Mais tarde, ele é resgatado pela Clone Force 99, pois precisam dele para localizar o Monte Tantiss e resgatar um Omega preso.
O personagem aparece em The Bad Batch.

### Oppo Rancisis
Oppo Rancisis é um Mestre Jedi de Thisspiasian e membro do Conselho Jedi. Ele foi treinado pelo colega Mestre Jedi Yaddle e, no final das Guerras Clônicas, sobreviveu à Ordem 66.
O personagem foi interpretado por Jerome Blake no Episódio I.

### Fenn Rau
Fenn Rau é o líder dos Protetores da Concord Dawn, parte da organização de elite dos Protetores que guardam a família real de Mandalore. Veterano das Guerras Clônicas, ele aceitou subornos imperiais para impedir a passagem de rebeldes por seu sistema, mas depois ordenou que seus homens permitissem a passagem de rebeldes para manter o Império afastado após ser capturado por Sabine. Mais tarde, ele ficou do lado da Rebelião depois que seus homens foram massacrados pelos Super Comandos Imperiais e, por fim, juntou-se ao Clã Wren na Guerra Civil Mandaloriana.
O personagem aparece em Rebels.

### Max Rebo
Max Rebo é um tecladista ortolano e líder da Max Rebo Band.
O personagem foi interpretado por Simon Williamson no Episódio VI, além de fazer uma participação especial em O Livro de Boba Fett.

### Nossor Ri
Nossor Ri era o chefe dos Quarren e liderava a Liga de Isolamento de Quarren. Ri conspirou com a Confederação de Sistemas Independentes para atacar os Mon Calamari durante as Guerras Clônicas. Ele acabou percebendo seu erro e traiu a CSI. Décadas depois, sacrificou sua vida para ajudar a Resistência a escapar do ataque da Primeira Ordem a Mon Cala.
O personagem aparece em em The Clone Wars.

### Kawlan Roken
Kawlan Roken é um dissidente humano do sexo masculino durante o auge do Império Galáctico, que operava uma rede subterrânea conhecida como Caminho Oculto, que contrabandeava Jedi sobreviventes e sensitivos da Força para um local seguro durante o Grande Expurgo Jedi.
O personagem foi retratado por O'Shea Jackson Jr. em Obi-Wan Kenobi.

### Roshti
Roshti é o governador do planeta Kiros e líder de uma colônia de 50.000 Togruta durante as Guerras Clônicas.
O personagem aparece em The Clone Wars.

### Rukh
Rukh é um assassino Noghri que serve como agente e rastreador do Grande Almirante Thrawn. Ele tem um olfato apurado, que usa para rastrear as vítimas, e empunha um bastão elétrico. Ele rastreia os Espectros pela primeira vez depois que eles tentam escapar com informações vitais sobre o TIE Defender e captura Hera Syndulla após o ataque fracassado da Aliança Rebelde à fábrica de TIE de Lothal. Rukh luta com Kanan durante a fuga de Hera e, depois de ser derrubado do telhado, rastreia os fugitivos. Ele luta contra Zeb e Sabine, mas é derrotado e quase é espancado até a morte por Zeb, até que Sabine o detém e o manda de volta inconsciente e coberto de tinta por Sabine para a cidade como uma mensagem viva para as forças imperiais. Mais tarde, Rukh é morto depois que Zeb o prende em um gerador durante a batalha final em Lothal.
O personagem foi dublado por Warwick Davis em Rebels e Tales of the Empire. Rukh apareceu originalmente na trilogia de romances Star Wars Legends Thrawn, onde ele é o guarda-costas de Thrawn que, por fim, se volta contra e mata Thrawn.

## S

### Sabé
Sabé é uma das servas de Padmé Amidala. Sabé é o chamariz da rainha; durante partes do filme, a personagem Sabé é tratada como Amidala. Reaparece nas histórias em quadrinhos de Darth Vader.
A personagem foi interpretada por Keira Knightley no Episódio I.

### Vel Sartha
Vel Sartha é um líder rebelde do planeta Aldhani, e primo de Mon Mothma.
A personagem foi interpretada por Faye Marsay em Andor.

### Jun Sato
Jun Sato é o comandante da célula rebelde Esquadrão Fênix, à qual a tripulação da Fantasma se junta. Ele também é o tio do piloto rebelde Mart Mattin. Sacrifica-se durante a Batalha de Atollon para que Ezra Bridger receba reforços.
O personagem foi interpretado por Keone Young em Rebels.

### Gar Saxon
Gar Saxon é um guerreiro Mandaloriano que serve sob as ordens de Darth Maul. Juntamente com Rook Kast, ajuda Maul a fugir de Darth Sidious e comanda as suas forças durante o cerco de Mandalore, até que Maul os trai e permite que sejam capturados pela República para poder fugir. Após a tomada de Mandalore pelo Império Galáctico, Saxon torna-se Vice-Rei Imperial e Governador, eliminando os protetores, mas acaba sendo derrotado por Sabine Wren e morto por Ursa Wren.
O personagem aparece em The Clone Wars e Rebels.

### Tiber Saxon
Tiber Saxon é o irmão de Gar Saxon, nomeado Governador Imperial de Mandalore e líder dos Super Comandos depois de o seu irmão ter sido morto pelo Clã Wren. Para acabar com a rebelião Mandaloriana, ordenou a construção de uma arma conhecida como Gerador de Impulsos de Arco, com o nome de código “Duquesa” (em homenagem à falecida Duquesa Satine Kryze), desenvolvida por Sabine Wren quando era cadete na Academia Imperial de Mandalore. A arma visava especificamente a liga usada na armadura mandaloriana e sobreaquecia-a, vaporizando quem a usava. No entanto, como Sabine tinha destruído os planos e danificado o protótipo quando desertou, a arma não estava no seu potencial máximo; o Grande Almirante Thrawn ordenou ao novo Governador Saxon que capturasse Sabine para aperfeiçoar a arma. Aprisionada a bordo do Destruidor Estelar Imperial classe I de Saxon, na capital Mandaloriana, Sabine alterou a arma para afetar as ligas da armadura Imperial, antes de quebrar o seu núcleo com o Sabre Negro e escapar. A explosão vaporizou o Star Destroyer, matando Saxon e os seus homens que ainda estavam a bordo.
O personagem aparece na série animada Rebels.

### Nala Se
Nala Se é uma cientista Kaminoana responsável pelo processo de clonagem. Ela cuida da sua assistente médica, uma jovem clone chamada Omega, e ajuda-a a ela e à Clone Force 99 a fugir de Kamino depois de traírem o Império.
A personagem aparece nas séries The Clone Wars e The Bad Batch.

### Sebulba
Sebulba é um podracer Dug que compete contra Anakin Skywalker. É muito arrogante e competitivo, e recorre a todos os meios para alcançar a vitória, até mesmo à trapaça. Antes escravo, as suas capacidades de podracing permitiram-lhe obter a liberdade.
O personagem foi interpretado por Lewis MacLeod no Episódio I.

### Aayla Secura
Aayla Secura é uma Jedi Twi'lek. É uma dos milhares de Jedi vítimas da Ordem 66, sendo traída e morta pelos seus próprios clone troopers em Felucia. Aayla também aparece como uma voz desencarnada que dá poder a Rey para enfrentar o reanimado Darth Sidious.
A personagem foi interpretada por Amy Allen nos Episódios II-III, e interpretada por Jennifer Hale no Episódio IX, e também aparece na série animada The Clone Wars.

### Zev Senesca
Zev Senesca é um membro da Aliança Rebelde e piloto do Esquadrão Rogue, designado como “Rogue Two”, Senesca pilota um snowspeeder e morre durante a Batalha de Hoth em combate contra os AT-AT Imperiais. Ele é também o piloto que localiza Han Solo e Luke Skywalker, que estão presos na neve longe da base Rebelde em Hoth.
O personagem foi interpretado por Christopher Malcolm no Episódio V.

### A Sétima Irmã
A Sétima Irmã é uma Inquisidora de Mirialan introduzida na segunda temporada de Rebels, que usa mini-dróides de sonda para localizar os seus alvos. Após a morte do Grande Inquisidor, ela e o Quinto Irmão são encarregados de caçar a tripulação da Fantasma. Ambos acabam sendo mortos por Maul em Malachor.
A personagem aparece na série animada Rebels.

### Reva Sevander / A Terceira Irmã
Reva Sevander é uma Inquisidora implacável e ambiciosa que sobreviveu à Ordem 66 como uma Youngling. Ela tem um interesse especial em caçar Obi-Wan Kenobi entre outros Jedi sobreviventes, culpando-o pela viragem de Anakin Skywalker para o lado negro, tornando-se Darth Vader. Secretamente, planeja usar a sua posição para assassinar Vader por ter morto os seus amigos Youngling, esfaqueando e aparentemente matando o Grande Inquisidor e sucedendo-lhe no seu papel. Acaba falhando e é apunhalada por Vader, revelando que a sua traição já era suspeita e que o anterior Grande Inquisidor sobreviveu à sua tentativa de o matar. Ela sobrevive e tenta vingar-se de Vader matando o seu filho Luke, mas decide não o fazer e reconcilia-se com Kenobi.
A personagem foi interpretada por Moses Ingram em Obi-Wan Kenobi.

### O Sexto Irmão
O Sexto Irmão é um Inquisidor de espécie e origem desconhecidas, enviado para caçar e matar a Jedi desonesta Ahsoka Tano após a sua fuga da Ordem 66, com base na dica de um aldeão local que a observou usando a Força. O Sexto Irmão mata a maior parte da comunidade e acaba sendo morto por Tano após um rápido duelo.
O personagem apareceu em Tales of the Jedi.

### Aurra Sing
Aurra Sing é uma temida caçadora de recompensas Palliduvana de Nar Shaddaa, que já foi membro da Ordem Jedi e teve uma relação amorosa com Hondo Ohnaka. Durante as Guerras Clônicas, Aurra aceita trabalhos com outros mercenários, como Cad Bane, e até se torna mentora e figura materna do jovem Boba Fett. Aparentemente, ela é morta por Tobias Beckett num momento posterior.
A personagem foi interpretada por Michonne Bourriague no Episódio I e aparece na série animada The Clone Wars.

### Tera Sinube
Tera Sinube é um Mestre Jedi Cosiano idoso que empunhava um sabre de luz branco baseado num bastão de lâmina. Sinube passava a maior parte do seu tempo estudando nos Arquivos do Templo Jedi e criou uma amizade com Ahsoka Tano enquanto a ajudava a recuperar o seu sabre de luz roubado. Após a ascensão do Império, o corpo de Sinube foi descoberto por Obi-Wan Kenobi na Fortaleza Inquisitorius, preservado em âmbar, o que significa que terá sobrevivido à Ordem 66 antes de ser morto pelos Inquisidores.
O personagem aparece na série animada The Clone Wars.

### Baylan Skoll
Baylan Skoll é um antigo Jedi que sobreviveu à Ordem 66, fugindo para as Regiões Desconhecidas, onde tomou Shin Hati como seu aprendiz. Durante a era da Nova República, ambos operam como mercenários Jedi Negros em busca de poder, trabalhando com Morgan Elsbeth. Depois de encontrarem Thrawn e a batalha de Peridea, Skoll segue a sua própria agenda para perseguir uma força misteriosa que o chama.
O seu nome é uma alusão ao lobo celestial Sköll da mitologia nórdica, companheiro do lobo celestial Hati.
O personagem foi interpretado por Ray Stevenson em Ahsoka.

### Shmi Skywalker
Shmi Skywalker é a mãe de Anakin Skywalker e a avó paterna de Luke e Leia. Qui-Gon Jinn tenta negociar a sua libertação da escravatura, mas não consegue. Shmi encoraja Anakin a deixar Tatooine com Qui-Gon para procurar o seu destino, mas Anakin tem dificuldade em partir sem ela. Mais tarde, um agricultor húmido viúvo chamado Cliegg Lars se apaixona por Shmi e, depois de ele comprar a liberdade dela a Watto, casam-se. Shmi morre nos braços de Anakin depois de ter sido raptada e torturada pelo Povo da Areia.
A personagem foi interpretada por Pernilla August nos Episódios I-II, e também aparece na série animada The Clone Wars.

### Sy Snootles
Sy Snootles é uma mulher Pa'lowick e vocalista principal da banda Max Rebo. Durante as Guerras Clônicas, é amante de Ziro the Hutt, mas trabalha como espia para o Clã Hutt e acaba o matando.
A personagem foi interpretada pelos marionetistas Tim Rose e Mike Quinn no Episódio VI, e vocalizada por Annie Arbogast no Episódio VI, e também aparece na série animada The Clone Wars.

### Osi Sobek
Osi Sobek é um comandante da CSI Phindian que serve como diretor da prisão conhecida como “A Cidadela” no planeta Lola Sayu. É morto por Ahsoka Tano durante uma missão para libertar o Mestre Jedi Even Piell.
O personagem aparece na série animada The Clone Wars.

### Lama Su
Lama Su é o Primeiro-Ministro de Kamino. Durante as Guerras Clônicas, é revelado que está ao serviço de Darth Tyranus como parte do esquema para que os clones eliminem os Jedi.
A personagem foi interpretada por Anthony Phelan no Episódio II, e por também aparece nas séries animadas The Clone Wars e The Bad Batch.

### Trilla Suduri / A Segunda Irmã
Trilla Suduri é uma Inquisidora e antiga Jedi Padawan de Cere Junda, que foi capturada e torturada pelo Império depois de Cere ter traído a sua localização sob intenso interrogatório. É-lhe atribuída a missão de caçar Cal Kestis e recuperar um Holocron que contém uma lista de crianças sensíveis à Força. Mais tarde, é morta por Darth Vader por ter falhado.
A personagem aparece no jogo eletrônico Jedi: Fallen Order. A Segunda Irmã também faz uma participação especial na série de histórias em quadrinhos Darth Vader: Dark Lord of the Sith.

### Cham Syndulla
Cham Syndulla é um combatente da liberdade Twi'lek que se opõe aos Separatistas de forma independente antes de se aliar ao Exército da República quando as Guerras Clônicas chegam a Ryloth. No rescaldo das Guerras Clônicas, Cham opõe-se à ocupação do seu mundo pelo recém-criado Império Galáctico e afasta-se da sua filha Hera, após a morte da mãe desta, devido à sua determinação em libertar Ryloth a qualquer custo. Mais tarde, os dois reconciliam-se depois de Cham e os seus guerreiros Gobi e Numa se juntarem à tripulação de Hera para roubar um porta-aviões imperial e abater um cruzador imperial sobre Ryloth.
O personagem aparece nas séries The Clone Wars, Rebels e The Bad Batch.

### Jacen Syndulla
Jacen Syndulla é um híbrido de humano e Twi'lek que nasceu durante a Guerra Civil Galáctica. Era filho da General Hera Syndulla e do falecido Cavaleiro Jedi Kanan Jarrus, e neto do líder revolucionário Twi'lek Cham Syndulla.
O personagem foi interpretado por Evan Whitten em Ahsoka.

## T

### Orn Free Taa
Orn Free Taa é um Twi'lek que representa Ryloth no Senado Galáctico durante a trilogia prequela.
A personagem foi interpretada por Jerome Blake no Episódio I, por Matt Rowan nos Episódios II-III, e também apareceu nas séries animadas The Clone Wars e The Bad Batch.

### General Taggi / Tagge
General Taggi, interpretado por Don Henderson no filme original de Star Wars, faz uma aparição na sala de conferências da Estrela da Morte. Ele diz que a Aliança Rebelde deve ser levada mais a sério e parece chocado com a notícia da dissolução do Senado Imperial.
Na Marvel Comics, o personagem tem uma história de fundo e é referido como Cassio Tagge ou Grand General Tagge.

### Mãe Talzin
Mãe Talzin é a líder Dathomiriana dos clãs das Irmãs da Noite antes e durante as Guerras Clônicas, e a mãe biológica de Maul, Savage Opress e Feral. Ela possui grandes poderes mágicos, incluindo o controlo da mente, a manipulação da matéria e a transformação em névoa. Após o ataque do General Grievous a Dathomir, ela é uma das poucas Irmãs da Noite sobreviventes. Mais tarde, Talzin manipula um culto para roubar a Força viva dentro de outros seres e recolhê-la num orbe para ela. Quando a quantidade suficiente é recolhida, Talzin tenciona absorver a Força e ganhar uma força superior à de qualquer outro Jedi ou Sith. No entanto, é derrotada pelos esforços combinados de Mace Windu e Jar Jar Binks. Mais tarde, é morta por Grievous durante uma luta com Palpatine e Dookan.
A personagem aparece em The Clone Wars.

### Wat Tambor
Wat Tambor é o Chefe Skakoan da União Techno e Executivo da Oficina de Armaduras Baktoid antes e durante as Guerras Clônicas. Faz parte do Conselho Separatista durante as Guerras Clônicas e ajuda a financiar e abastecer a Confederação de Sistemas Independentes. É um dos líderes Separatistas mortos por Darth Vader em Mustafar.
O personagem foi interpretado por Chris Truswell no Episódio II, e também aparece na série animada The Clone Wars.

### Tarfful
Tarfful é um chefe Wookiee que, juntamente com Chewbacca, comanda os guerreiros Wookiee durante a Batalha de Kashyyyyk, e mais tarde ajuda Yoda a escapar dos clone troopers após a Ordem 66 ser dada.
O personagem foi interpretado por Michael Kingma no Episódio III, e também aparece no jogo eletrônico Star Wars Jedi: Fallen Order.

### Roos Tarpals
Roos Tarpals é um soldado Gungan que ocupou o posto de Capitão e, mais tarde, de General. Lutou durante as Guerras Clônicas pelo Grande Exército Gungan e pela República Galáctica, começando com a Batalha das Planícies Grassy em Naboo. É morto num confronto com o General Grievous, sacrificando a sua vida para garantir a captura do líder confederado.
O personagem foi interpretado por Steve Speirs no Episódio I, e também aparece na série animada The Clone Wars.

### Jaro Tapal
Jaro Tapal é um Mestre Jedi Lasat que treinou Cal Kestis e se sacrificou para o ajudar a fugir durante a Ordem 66. A morte de Tapal assombrou Cal durante anos, que se culpou pelo que aconteceu, mas acabou encontrando a força para se perdoar.
O personagem apareceu no jogo eletrônico Star Wars Jedi: Fallen Order.

### “Tech”
“Tech” é um soldado clone deformado e membro da Clone Force 99. É o cérebro da equipe, com mutações genéticas que o tornam mais inteligente e hábil com a tecnologia do que os outros clones. Após a Ordem 66, Tech e a maior parte da equipe se rebelam contra o Império e se tornam mercenários. Se sacrifica pelo Bad Batch para que os restantes possam regressar em segurança.
O personagem aparece nas séries animadas The Clone Wars e The Bad Batch.

### Lor San Tekka
Lor San Tekka é um antigo explorador e um devoto seguidor da Igreja da Força, bem como um velho aliado de Luke Skywalker, que vive no planeta Jakku. Ele dá a Poe Dameron um fragmento do mapa necessário para encontrar Luke, e é posteriormente executado por Kylo Ren.
O personagem foi interpretada por Max von Sydow no Episódio VII.

### Carson Teva
Carson Teva é um capitão do Corpo de Caças da Nova República de Alderaan que salva Din Djarin de um enxame de aranhas de gelo em Maldo Kreis e, mais tarde, oferece a Greef Karga a oportunidade de ajudar a Nova República a derrotar o Império.
O personagem foi interpretado por Paul Sun-Hyung Lee em The Mandalorian, O Livro de Boba Fett e Ahsoka.

### Shaak Ti
Shaak Ti é uma Mestre Jedi Togruta e membro do Conselho Jedi. É morta por Darth Vader no Templo Jedi em Coruscant durante a Ordem 66.
A personagem foi interpretada por Orli Shoshan nos Episódios II-III, e também aparece na série animada The Clone Wars.

### Saesee Tiin
Saesee Tiin é um Mestre Jedi Iktotchi e membro do Alto Conselho Jedi. É o segundo dos quatro Mestres Jedi que morre ao tentar prender Darth Sidious. Usa um sabre de luz verde.
Inicialmente, ele e Ki-Adi Mundi iam ser abatidos na Ordem 66 em Mygeeto, em A Vingança dos Sith.
O personagem foi interpretado por Khan Bonfils no Episódio I e por Jesse Jensen no Episódio II, por Kenji Oates no Episódio III, e também aparece na série animada The Clone Wars.

### Trench
Trench é o Almirante Harch da Marinha Separatista que comanda o bloqueio do planeta Christophsis. É um dos mais hábeis táticos militares da época e supostamente tem um historial de ser capaz de localizar naves camufladas. Aparentemente, morre no início das Guerras Clônicas, mas mais tarde reaparece com cibernética cobrindo quase metade do seu corpo. Trench é finalmente morto por Anakin Skywalker.
O personagem aparece na série animada The Clone Wars.

### CC-5385 “Tup”
CC-5385, ou “Tup”, é um clone trooper novato que tem uma tatuagem de lágrima no rosto e desenhos a condizer no capacete. Ele participa na Batalha de Umbara e foi fundamental para a captura do General Jedi Pong Krell. Durante o seu tempo na campanha em Ringo Vinda, o biochip de Tup avaria, o levando a executar a Ordem 66 antes do previsto. Quando Tup estava sendo enviado de volta para Kamino para ser avaliado, foi raptado pelos Separatistas, mas recuperou pouco tempo depois. Morreu de complicações médicas em Kamino durante a investigação que se seguiu.
O personagem aparece na série animada The Clone Wars.

### Gregar Typho
Gregar Typho é o sobrinho do Capitão Panaka, e guarda-costas de Amidala.
O personagem foi interpretado por Jay Laga'aia nos Episódios II-III, e também aparece na série animada The Clone Wars.

## U

### Luminara Unduli
Luminara Unduli é uma Mestre Jedi de Mirialan na trilogia prequela e mentora de Barriss Offee. Ela é morta como resultado da Ordem 66. O corpo de Luminara foi usado para atrair os Rebeldes e os Jedi sobreviventes para uma armadilha, sob o pretexto de que ela ainda estava viva. A Luminara aparece mais tarde como uma voz desencarnada que dá poder a Rey para enfrentar o reanimado Darth Sidious.
A personagem foi interpretada por Mary Oyaya no Episódio II, por Fay David no Episódio III, aparece na série animada The Clone Wars, e tem sua voz aparente no Episódio IX.

## V

### Finis Valorum
Finis Valorum é o Chanceler Supremo da República Galáctica, que é destituído do cargo, permitindo que Palpatine suba ao poder.
Finis valorum é o termo latino tardio para “o fim dos valores”. De acordo com o intérprete Terence Stamp, o personagem foi concebido por George Lucas para ser baseada no então Presidente dos Estados Unidos Bill Clinton como um “homem bom mas sitiado”, embora Stamp tenha notado que isto foi antes do julgamento de destituição de Clinton. O nome Valorum deriva dos rascunhos originais de The Star Wars, em que pertencia a um personagem combinada com Vader, depois o mestre de Vader, antes de ser descartado da trilogia original.
O personagem foi interpretado por Terence Stamp no Episódio I, e também aparece na série animada The Clone Wars.

### Maximilian Veers
General Maximilian Veers é o comandante da 501ª Legião que lidera o ataque do Império a Hoth, comandando o AT-AT Imperial Walker.
O personagem foi interpretado por Julian Glover no Episódio V.

### Cikatro Vizago
Cikatro Vizago é um senhor do crime devaroniano a quem a equipe Fantasma ocasionalmente faz recados e contrabando de bens em troca de créditos e informações. Mais tarde, ajuda a tripulação Fantasma a ultrapassar o bloqueio imperial de Lothal, mas é descoberto, vendido como escravo à Guilda dos Mineiros e obrigado a operar um rastejador de minério que procura minerais na superfície de Lothal. Depois de ser libertado pela equipe de Ezra, junta-se aos rebeldes de Lothal e ajuda a tripulação da Fantasma na batalha final contra o Governador Pryce e o Grande Almirante Thrawn.
O personagem aparece na série animada Rebels.

### Pre Vizsla
Pre Vizsla é um senhor da guerra Mandaloriano e o líder da Guarda da Morte durante as Guerras Clônicas. Ele empunha o Sabre Negro, um sabre de luz antigo forjado pelo seu antepassado, Tarre Vizsla. Como governador de Concordia, uma das luas de Mandalore, Pre Vizsla forma inicialmente uma aliança secreta com o Conde Dookan para assumir o controle de Mandalore, derrubando o seu governo pacifista liderado pela Duquesa Satine Kryze. Vizsla rompe os laços com Dookan quando o seu plano falha e, mais tarde, se alia a Darth Maul e Savage Opress para recrutar o Sol Negro, o Sindicato Pyke e o Clã Hutt para formar uma organização criminosa conhecida como Coletivo das Sombras. Depois de destituir a Duquesa Satine, Vizsla trai os seus aliados e os prende, mas Maul escapa e desafia Vizla para um combate individual. Vizsla aceita e é derrotado por Maul, que o executa e assume o controle de Mandalore e da Guarda da Morte.
O personagem apareceu na série animada The Clone Wars.

### Dryden Vos
Dryden Vos é um senhor do crime quase humano que serve de figura de proa do sindicato do crime Crimson Dawn, liderado a partir das sombras por Darth Maul, e tem uma história com Tobias Beckett, que recrutou para lhe roubar coaxium. É morto e substituído pela sua tenente de topo, Qi'ra.
O personagem foi interpretado por Paul Bettany em Solo. Vos também aparece brevemente como um holograma na temporada final de The Clone Wars, que o estabelece como um tenente de Maul durante as Guerras Clônicas.

### Quinlan Vos
Quinlan Vos é um Mestre Jedi Kiffar em The Clone Wars, e o mestre da Jedi Aayla Secura. Faz um time com (e se apaixona por) Asajj Ventress numa tentativa de assassinar o Conde Dookan, mas acaba se virando para o lado negro. Acaba se redimindo com a ajuda de Ventress, que se sacrifica para o salvar. Mais tarde, Vos a enterra respeitosamente no seu planeta natal, Dathomir, e é reintegrado na Ordem Jedi. É um dos poucos sobreviventes conhecidos da Ordem 66.
O design da personagem foi baseado num extra de fundo do cenário de Tatooine em A Ameaça Fantasma, e este extra foi retroativamente transformado em Vos numa missão secreta para o Conselho Jedi.

### Darth Vader/Anakin Skywalker
O escolhido, que se virou para o lado negro. Treinado pelo Mestre Jedi Obi-Wan Kenobi antes de se virar para o lado negro e treinado pelo Lorde Sith Darth Sidious depois de se virar para o lado negro.

## W

### Taun We
Taun We é uma administradora de Kamino que guia Obi-Wan Kenobi durante a sua visita às instalações de clonagem. Após a ascensão do Império, ela é morta por Fennec Shand.
A personagem foi interpretada por Rena Owen no Episódio II, e também aparece na série animada The Bad Batch. Durante as filmagens, Owen usou uma maqueta da cabeça do alienígena em cima de um capacete, dando aos seus colegas a linha de visão adequada para falar com a personagem.

### Zam Wesell
Zam Wesell é uma caçadora de recompensas Clawdite contratada por Jango Fett para assassinar Padmé Amidala. Ela falha em sua missão e é morta com um dardo envenenado por Fett antes que ela pudesse revelar seu envolvimento.
A personagem foi interpretada por Leeanna Walsman no Episódio II.

### Temmin “Snap” Wexley
Temmin “Snap” Wexley é um piloto de caça X-wing da Resistência, e morre durante a Batalha de Exegol. Ele é o filho da piloto rebelde Norra Wexley.
O personagem foi interpretado por Greg Grunberg nos Episódios VII e IX. Ele também é um personagem importante na série de quadrinhos Star Wars: Poe Dameron, bem como na trilogia Aftermath como um adolescente cheio de recursos.

### Comandante CC-3636 “Wolffe”
CC-3636, ou “Wolffe”, é um Comandante Clone do 104º Batalhão e líder do “Wolfpack”, servindo sob o comando do Jedi Plo Koon durante as Guerras Clônicas. Durante a guerra, ganhou uma grande cicatriz no seu olho direito. É um dos poucos clones que retirou o seu chip inibidor e, como tal, não foi obrigado a cumprir a Ordem 66. Durante a era do Império Galáctico, ele acaba no sistema Seelos com os seus colegas clones Rex e Gregor, e mais tarde ajuda os Rebeldes a libertar Lothal da ocupação Imperial.
O personagem aparece nas séries animadas The Clone Wars e Rebels.

## X

### Xi'an
Xi'an é um membro Twi'lek da tripulação de Ranzar Malk, hábil na luta com uma faca, irmã de Qin, e uma antiga associada e ex-amante de Din Djarin. Depois de o seu irmão ser capturado e aprisionado a bordo de um transporte da Nova República, a tripulação tenta resgatá-lo com a ajuda de Djarin. Xi'an e os outros planearam secretamente abandonar Djarin assim que libertassem Qin, mas este é mais esperto e derrota-os, resultando na sua prisão.
A personagem foi interpretada por Natalia Tena em The Mandalorian.

### Hamato Xiono
Hamato Xiono é um senador humano do planeta Hosnian Prime que serviu no Senado da Nova República e é o pai do agente da Resistência Kazuda Xiono. Em 9 DBY, Xiono estava desempenhando as suas funções como senador da Nova República. Durante este tempo, os seus ideais sobre a direção que a nascente república deveria tomar chocaram diretamente com os avisos da General Hera Syndulla sobre o regresso do Grande Almirante Imperial Thrawn, culminando numa tentativa falhada de levá-la a tribunal marcial por desobedecer a ordens diretas.
O personagem foi interpretado por Nelson Lee em Ahsoka, e também aparece em Star Wars Resistance.

## Y

### Yaddle
Yaddle é um membro feminino da espécie misteriosa de Yoda que aparece como membro do Conselho Jedi. Treinou o Mestre Jaro Tapal de Cal Kestis e é morta ao tentar impedir Dookan de se virar para o lado negro.
A personagem foi interpretada por Phil Eason no Episódio I, e também aparece na série animada Star Wars: Tales of the Jedi. Foi criada a partir de um conceito artístico de Iain McCaig para um jovem Yoda.

### Wullf Yularen
Wullf Yularen é um oficial Imperial na primeira Estrela da Morte. Durante as Guerras Clônicas, Yularen serviu como almirante na Marinha da República e líder da frota de Anakin Skywalker. Mais tarde, é transferido para coronel e é também o líder do Gabinete de Segurança Imperial. Foi morto durante a destruição da Estrela da Morte.
O personagem foi interpretado por Robert Clarke no Episódio IV e por Malcolm Sinclair em Andor, e também aparece nas séries animadas The Clone Wars e Rebels.

## Z

### Ziro the Hutt
Ziro é um senhor do crime Hutt que fala o Básico Galáctico, tio extravagante de Jabba the Hutt e filho de Mama the Hutt, que planeja secretamente derrubar o Clã Hutt e usurpar todo o seu poder. Durante as Guerras Clônicas, faz um plano secreto com o Conde Dookan para que o filho de Jabba seja capturado por Assajj Ventress e culpar os Jedi pelo incidente, mas o esquema falha, pois o filho de Jabba é salvo por Anakin Skywalker e Ahsoka Tano, e Ziro é descoberto e preso por Padmé Amidala. Enquanto está na prisão, contrata Aurra Sing para assassinar Amidala, mas ela falha. Mais tarde, receando que Ziro entregue à República os registos do Conselho Hutt que tinha escondido, Jabba contrata Cad Bane e uma equipe de caçadores de recompensas para o libertarem da prisão, levando vários Senadores como reféns em troca da libertação de Ziro. Ziro se reúne então com o resto do Clã Hutt em Nal Hutta, mas se recusa a dizer-lhes onde tinha escondido os registos e, por isso, é aprisionado. Pouco depois, é libertado pela sua amante, Sy Snootles, e os dois se dirigem à casa de Mama the Hutt em Teth, onde se encontram os registos. No entanto, Snootles trai Ziro e revela que foi contratada por Jabba para encontrar os registos, antes de o matar.
O personagem aparece em The Clone Wars.

### Zuckuss
Zuckuss é um caçador de recompensas Gand entre aqueles que respondem ao apelo de Darth Vader para capturar a Millennium Falcon. É um batedor experiente e trabalha frequentemente com o droide 4-LOM.
O personagem foi interpretado por Cathy Munroe no Episódio V. A figura de ação da personagem lançada na linha original de figuras de ação de Star Wars da Kenner foi erradamente identificada como o seu colega droide “4-LOM”.